# Llista de topònims d'Artesa de Segre
Llista de topònims (noms propis de lloc) del municipi d'Artesa de Segre, a la Noguera
Informació actualitzada per un bot. Els canvis manuals es perdran quan s'actualitzi!

## cabana
| imatge | Nom                        | Ubicat a        | instància de | Detalls | coordenades                                                         | Protecció | Commons (més fotos) | Dades a WD                    |
| ------ | -------------------------- | --------------- | ------------ | ------- | ------------------------------------------------------------------- | --------- | ------------------- | ----------------------------- |
|        | cabana de la Comardient    | Artesa de Segre | cabana       |         | 41° 58′ 17″ N, 1° 05′ 51″ E / 41.9714525351424°N,1.09760909877279°E |           |                     | Modifica les dades a Wikidata |
|        | cabana del Cardenyes       | Artesa de Segre | cabana       |         | 41° 53′ 36″ N, 1° 05′ 44″ E / 41.893437530561°N,1.0955057494091°E   |           |                     | Modifica les dades a Wikidata |
|        | cabana del Cosmet          | Artesa de Segre | cabana       |         | 41° 53′ 45″ N, 1° 04′ 55″ E / 41.8957128860478°N,1.08207912143409°E |           |                     | Modifica les dades a Wikidata |
|        | cabana del Garriga         | Artesa de Segre | cabana       |         | 41° 54′ 07″ N, 1° 05′ 04″ E / 41.9019197431917°N,1.08432853241889°E |           |                     | Modifica les dades a Wikidata |
|        | cabana del Gasset          | Artesa de Segre | cabana       |         | 41° 55′ 20″ N, 1° 05′ 40″ E / 41.9221912609015°N,1.09451516733866°E |           |                     | Modifica les dades a Wikidata |
|        | cabana del Gavarrell       | Artesa de Segre | cabana       |         | 41° 57′ 42″ N, 1° 05′ 48″ E / 41.961530018571°N,1.09666150650839°E  |           |                     | Modifica les dades a Wikidata |
|        | cabana del Joana           | Artesa de Segre | cabana       |         | 41° 54′ 04″ N, 1° 01′ 23″ E / 41.901216893243°N,1.0229431802351°E   |           |                     | Modifica les dades a Wikidata |
|        | cabana del Lledós          | Artesa de Segre | cabana       |         | 41° 53′ 23″ N, 1° 05′ 36″ E / 41.88979682787°N,1.0932033141867°E    |           |                     | Modifica les dades a Wikidata |
|        | cabana del Marçà           | Artesa de Segre | cabana       |         | 41° 57′ 36″ N, 1° 06′ 12″ E / 41.9600007145774°N,1.1032953182733°E  |           |                     | Modifica les dades a Wikidata |
|        | cabana del Russo           | Artesa de Segre | cabana       |         | 41° 54′ 27″ N, 1° 05′ 56″ E / 41.9073683898128°N,1.09894688530631°E |           |                     | Modifica les dades a Wikidata |
|        | cabana del Terrer          | Artesa de Segre | cabana       |         | 41° 55′ 16″ N, 1° 03′ 08″ E / 41.9210415057026°N,1.05230641494015°E |           |                     | Modifica les dades a Wikidata |
|        | cabana del Teto            | Artesa de Segre | cabana       |         | 41° 54′ 01″ N, 1° 05′ 09″ E / 41.9003243459704°N,1.08587107789304°E |           |                     | Modifica les dades a Wikidata |
|        | cabana del Torre           | Artesa de Segre | cabana       |         | 42° 03′ 19″ N, 1° 06′ 07″ E / 42.0552439249781°N,1.10186484155488°E |           |                     | Modifica les dades a Wikidata |
|        | cabana del Ventura         | Artesa de Segre | cabana       |         | 42° 02′ 49″ N, 1° 04′ 44″ E / 42.0468355380099°N,1.07879527987686°E |           |                     | Modifica les dades a Wikidata |
|        | cobert d'en Barrina        | Artesa de Segre | cabana       |         | 41° 53′ 12″ N, 1° 07′ 36″ E / 41.8866687099561°N,1.12669138712986°E |           |                     | Modifica les dades a Wikidata |
|        | cobert de Pujol            | Artesa de Segre | cabana       |         | 42° 00′ 08″ N, 1° 06′ 07″ E / 42.0023241455545°N,1.10186938514605°E |           |                     | Modifica les dades a Wikidata |
|        | cobert del Bassella        | Artesa de Segre | cabana       |         | 41° 55′ 05″ N, 1° 04′ 59″ E / 41.9181710384783°N,1.08295006966513°E |           |                     | Modifica les dades a Wikidata |
|        | cobert del Bernat          | Artesa de Segre | cabana       |         | 41° 57′ 54″ N, 1° 05′ 20″ E / 41.9651274498367°N,1.08877091319262°E |           |                     | Modifica les dades a Wikidata |
|        | cobert del Brescó          | Artesa de Segre | cabana       |         | 41° 52′ 57″ N, 1° 02′ 31″ E / 41.8825448433426°N,1.04201512610162°E |           |                     | Modifica les dades a Wikidata |
|        | cobert del Calàndria       | Artesa de Segre | cabana       |         | 41° 53′ 55″ N, 1° 05′ 39″ E / 41.8984902741558°N,1.09418343948669°E |           |                     | Modifica les dades a Wikidata |
|        | cobert del Camats          | Artesa de Segre | cabana       |         | 41° 53′ 56″ N, 1° 05′ 38″ E / 41.8989517676142°N,1.09377189997836°E |           |                     | Modifica les dades a Wikidata |
|        | cobert del Figuera         | Artesa de Segre | cabana       |         | 41° 55′ 30″ N, 1° 03′ 51″ E / 41.9249092611581°N,1.06426060132568°E |           |                     | Modifica les dades a Wikidata |
|        | cobert del Galzeran        | Artesa de Segre | cabana       |         | 41° 54′ 56″ N, 1° 00′ 50″ E / 41.9155177492767°N,1.01376821609124°E |           |                     | Modifica les dades a Wikidata |
|        | cobert del Gildo           | Artesa de Segre | cabana       |         | 41° 54′ 54″ N, 1° 00′ 51″ E / 41.914865236107°N,1.01405372863917°E  |           |                     | Modifica les dades a Wikidata |
|        | cobert del Gili            | Artesa de Segre | cabana       |         | 41° 52′ 13″ N, 1° 05′ 11″ E / 41.8703860868299°N,1.08633102420847°E |           |                     | Modifica les dades a Wikidata |
|        | cobert del Jan             | Artesa de Segre | cabana       |         | 41° 58′ 15″ N, 1° 06′ 16″ E / 41.9707115341897°N,1.10453432610133°E |           |                     | Modifica les dades a Wikidata |
|        | cobert del Lledós          | Artesa de Segre | cabana       |         | 41° 53′ 50″ N, 1° 05′ 19″ E / 41.8970896525546°N,1.0884871146541°E  |           |                     | Modifica les dades a Wikidata |
|        | cobert del Marçal          | Artesa de Segre | cabana       |         | 41° 55′ 36″ N, 1° 03′ 29″ E / 41.9265809837267°N,1.05819204866558°E |           |                     | Modifica les dades a Wikidata |
|        | cobert del Mingo           | Artesa de Segre | cabana       |         | 41° 56′ 11″ N, 1° 05′ 10″ E / 41.9362920922729°N,1.08621886426136°E |           |                     | Modifica les dades a Wikidata |
|        | cobert del Pejan           | Artesa de Segre | cabana       |         | 41° 58′ 12″ N, 1° 05′ 52″ E / 41.9699138375042°N,1.09769110332627°E |           |                     | Modifica les dades a Wikidata |
|        | cobert del Simon           | Artesa de Segre | cabana       |         | 41° 54′ 58″ N, 1° 00′ 53″ E / 41.9160816367746°N,1.0146068504659°E  |           |                     | Modifica les dades a Wikidata |
|        | coberts de la Guàrdia Roja | Artesa de Segre | cabana       |         | 41° 52′ 44″ N, 1° 03′ 16″ E / 41.8789112598977°N,1.0544905493017°E  |           |                     | Modifica les dades a Wikidata |
|        | corral de Baix             | Artesa de Segre | cabana       |         | 41° 55′ 04″ N, 1° 04′ 54″ E / 41.917827444812°N,1.08179068357723°E  |           |                     | Modifica les dades a Wikidata |
|        | corral de l'Estanot        | Artesa de Segre | cabana       |         | 42° 02′ 15″ N, 1° 05′ 47″ E / 42.0375368974213°N,1.09636356704676°E |           |                     | Modifica les dades a Wikidata |
|        | corral de l'Hostal de Baix | Artesa de Segre | cabana       |         | 42° 00′ 49″ N, 1° 06′ 52″ E / 42.0135269905652°N,1.11438569571666°E |           |                     | Modifica les dades a Wikidata |
|        | corral de la Colomina      | Artesa de Segre | cabana       |         | 42° 00′ 26″ N, 1° 08′ 02″ E / 42.0072341866131°N,1.13381979946885°E |           |                     | Modifica les dades a Wikidata |
|        | corral del Vicent          | Artesa de Segre | cabana       |         | 41° 54′ 02″ N, 1° 05′ 30″ E / 41.9004214403797°N,1.09170289917879°E |           |                     | Modifica les dades a Wikidata |
|        | corral del Vidal           | Artesa de Segre | cabana       |         | 41° 58′ 24″ N, 1° 08′ 07″ E / 41.9732303058821°N,1.13513894483952°E |           |                     | Modifica les dades a Wikidata |
|        | corral del Vila            | Artesa de Segre | cabana       |         | 42° 02′ 16″ N, 1° 06′ 37″ E / 42.0377412348912°N,1.11035954449665°E |           |                     | Modifica les dades a Wikidata |
|        | corralot del Torre         | Artesa de Segre | cabana       |         | 42° 01′ 26″ N, 1° 06′ 17″ E / 42.0237516486218°N,1.10471057051446°E |           |                     | Modifica les dades a Wikidata |
|        | els Corrals                | Artesa de Segre | cabana       |         | 41° 53′ 58″ N, 1° 05′ 25″ E / 41.899534022789°N,1.09033094433235°E  |           |                     | Modifica les dades a Wikidata |
|        | era de Ca l'Oriola         | Artesa de Segre | cabana       |         | 41° 54′ 31″ N, 1° 02′ 31″ E / 41.9086717335769°N,1.0420003402371°E  |           |                     | Modifica les dades a Wikidata |
|        | era de Ca la Cila          | Artesa de Segre | cabana       |         | 41° 55′ 15″ N, 1° 05′ 11″ E / 41.920838865354°N,1.0863070210682°E   |           |                     | Modifica les dades a Wikidata |
|        | era de Cal Gasset          | Artesa de Segre | cabana       |         | 41° 55′ 07″ N, 1° 05′ 07″ E / 41.9186263571652°N,1.08540845805129°E |           |                     | Modifica les dades a Wikidata |
|        | era de Cal Martí           | Artesa de Segre | cabana       |         | 41° 54′ 37″ N, 1° 02′ 33″ E / 41.9102310970271°N,1.04260374873067°E |           |                     | Modifica les dades a Wikidata |
|        | era de Cal Samarà          | Artesa de Segre | cabana       |         | 41° 54′ 29″ N, 1° 02′ 31″ E / 41.9080659580284°N,1.04186212217112°E |           |                     | Modifica les dades a Wikidata |
|        | era de Camats              | Artesa de Segre | cabana       |         | 41° 58′ 07″ N, 1° 05′ 44″ E / 41.9687240046355°N,1.09545771265433°E |           |                     | Modifica les dades a Wikidata |
|        | era de Mantó               | Artesa de Segre | cabana       |         | 41° 53′ 54″ N, 1° 05′ 18″ E / 41.8983567001694°N,1.08831671320862°E |           |                     | Modifica les dades a Wikidata |
|        | era del Batlló             | Artesa de Segre | cabana       |         | 41° 53′ 58″ N, 1° 05′ 22″ E / 41.8994721720761°N,1.08932016501566°E |           |                     | Modifica les dades a Wikidata |
|        | era del Boldú              | Artesa de Segre | cabana       |         | 41° 54′ 27″ N, 1° 02′ 24″ E / 41.9076101856337°N,1.03995906750427°E |           |                     | Modifica les dades a Wikidata |
|        | era del Boliardo           | Artesa de Segre | cabana       |         | 41° 55′ 23″ N, 1° 03′ 11″ E / 41.9231632108604°N,1.05314632581589°E |           |                     | Modifica les dades a Wikidata |
|        | era del Cardenyes          | Artesa de Segre | cabana       |         | 41° 53′ 28″ N, 1° 06′ 02″ E / 41.8909769411813°N,1.1005782299526°E  |           |                     | Modifica les dades a Wikidata |
|        | era del Castellà           | Artesa de Segre | cabana       |         | 41° 53′ 50″ N, 1° 05′ 40″ E / 41.897197009989°N,1.09440272343907°E  |           |                     | Modifica les dades a Wikidata |
|        | era del Ferrer             | Artesa de Segre | cabana       |         | 41° 55′ 14″ N, 1° 05′ 12″ E / 41.9205202271017°N,1.0866421379644°E  |           |                     | Modifica les dades a Wikidata |
|        | era del Gueno              | Artesa de Segre | cabana       |         | 41° 55′ 05″ N, 1° 01′ 14″ E / 41.917985988646°N,1.0205770344045°E   |           |                     | Modifica les dades a Wikidata |
|        | era del Martí              | Artesa de Segre | cabana       |         | 41° 54′ 03″ N, 1° 05′ 37″ E / 41.9009375702571°N,1.0934958230991°E  |           |                     | Modifica les dades a Wikidata |
|        | era del Pedrol             | Artesa de Segre | cabana       |         | 41° 56′ 35″ N, 1° 05′ 01″ E / 41.9430291486439°N,1.08354437622274°E |           |                     | Modifica les dades a Wikidata |
|        | era del Pereto             | Artesa de Segre | cabana       |         | 41° 52′ 35″ N, 1° 05′ 08″ E / 41.8763430557158°N,1.08547842425773°E |           |                     | Modifica les dades a Wikidata |
|        | era del Ros                | Artesa de Segre | cabana       |         | 41° 57′ 26″ N, 1° 06′ 04″ E / 41.9571198567917°N,1.10118477727913°E |           |                     | Modifica les dades a Wikidata |
|        | era del Soler              | Artesa de Segre | cabana       |         | 41° 56′ 01″ N, 1° 06′ 04″ E / 41.933503777509°N,1.10107752609654°E  |           |                     | Modifica les dades a Wikidata |
|        | era del Tonatxo            | Artesa de Segre | cabana       |         | 41° 55′ 13″ N, 1° 05′ 07″ E / 41.9203814985017°N,1.08534391507679°E |           |                     | Modifica les dades a Wikidata |
|        | era dels Tossalets         | Artesa de Segre | cabana       |         | 41° 54′ 47″ N, 1° 02′ 15″ E / 41.9129631823047°N,1.0375163686075°E  |           |                     | Modifica les dades a Wikidata |
|        | les Eres                   | Artesa de Segre | cabana       |         | 41° 55′ 22″ N, 1° 03′ 35″ E / 41.922870998857°N,1.05982406917209°E  |           |                     | Modifica les dades a Wikidata |
|        | lo Corralot                | Artesa de Segre | cabana       |         | 41° 58′ 39″ N, 1° 06′ 17″ E / 41.9775062407695°N,1.10477936131962°E |           |                     | Modifica les dades a Wikidata |

## carrer
| imatge | Nom                        | Ubicat a        | instància de | Detalls                     | coordenades                                                                   | Protecció                                  | Commons (més fotos)                | Dades a WD                    |
| ------ | -------------------------- | --------------- | ------------ | --------------------------- | ----------------------------------------------------------------------------- | ------------------------------------------ | ---------------------------------- | ----------------------------- |
|        | Carrer Major de Montargull | Montargull      | carrer       | Estil: arquitectura popular | 41° 58′ 11″ N, 1° 05′ 34″ E / 41.969717°N,1.092671°E ca:Carrer Major 543 msnm | bé integrant del patrimoni cultural català | Carrer Major de Montargull         | Modifica les dades a Wikidata |
|        | carrer de l'Església       | Artesa de Segre | carrer       | Estil: arquitectura popular | 41° 53′ 59″ N, 1° 05′ 33″ E / 41.89967°N,1.092611°E                           | bé integrant del patrimoni cultural català | Carrer de l'Església de Colldelrat | Modifica les dades a Wikidata |

## casa
| imatge | Nom                    | Ubicat a        | instància de | Detalls                                          | coordenades                                                                        | Protecció                                  | Commons (més fotos)                     | Dades a WD                    |
| ------ | ---------------------- | --------------- | ------------ | ------------------------------------------------ | ---------------------------------------------------------------------------------- | ------------------------------------------ | --------------------------------------- | ----------------------------- |
|        | Ca l'Estany            | Artesa de Segre | casa         | Estil: arquitectura popular                      | 41° 54′ 57″ N, 1° 06′ 49″ E / 41.91586°N,1.113689°E                                | bé integrant del patrimoni cultural català | Ca l'Estany (Artesa de Segre)           | Modifica les dades a Wikidata |
|        | Cal Caballol de Seró   | Seró            | casa         | Estil: arquitectura popular 17th century         | 41° 52′ 31″ N, 1° 06′ 26″ E / 41.875261°N,1.10709°E ca:Pl. del Ball, Seró 437 msnm | bé integrant del patrimoni cultural català | Cal Caballol de Seró                    | Modifica les dades a Wikidata |
|        | Cal Comabella          | Artesa de Segre | casa         | Estil: arquitectura barroca arquitectura popular | 41° 53′ 47″ N, 1° 02′ 56″ E / 41.89652°N,1.048775°E                                | bé integrant del patrimoni cultural català | Cal Comabella (Artesa de Segre)         | Modifica les dades a Wikidata |
|        | Cal Pubill             | Artesa de Segre | casa         | Estil: arquitectura popular                      | 41° 52′ 15″ N, 1° 05′ 01″ E / 41.870895°N,1.083658°E                               | bé integrant del patrimoni cultural català | Cal Pubill de Tudela                    | Modifica les dades a Wikidata |
|        | Casa Castells          | Artesa de Segre | casa         | Estil: arquitectura popular arquitectura barroca | 41° 55′ 06″ N, 1° 00′ 53″ E / 41.9183°N,1.01475°E                                  | bé integrant del patrimoni cultural català | Casa Castells (Artesa de Segre)         | Modifica les dades a Wikidata |
|        | Casa pairal            | Artesa de Segre | casa         | Estil: arquitectura popular                      | 42° 01′ 28″ N, 1° 07′ 48″ E / 42.024363°N,1.129974°E                               | bé integrant del patrimoni cultural català | Casa pairal a les Torres de Folquer     | Modifica les dades a Wikidata |
|        | casa al carrer d'Amunt | Artesa de Segre | casa         | Estil: arquitectura popular                      | 41° 56′ 05″ N, 1° 04′ 58″ E / 41.934627°N,1.082825°E                               | bé integrant del patrimoni cultural català | Casa al carrer d'Amunt de Vall-Llebrera | Modifica les dades a Wikidata |
|        | l'Abadia               | Vernet          | casa         | Estil: arquitectura popular 16th century         | 41° 54′ 19″ N, 1° 02′ 29″ E / 41.905286°N,1.041278°E 332 msnm                      | bé integrant del patrimoni cultural català | L'Abadia (Vernet)                       | Modifica les dades a Wikidata |

## castell
| imatge | Nom                        | Ubicat a                        | instància de     | Detalls                                                        | coordenades | Protecció                                                                                        | Commons (més fotos)                 | Dades a WD                    |
| ------ | -------------------------- | ------------------------------- | ---------------- | -------------------------------------------------------------- | --- | ------------------------------------------------------------------------------------------------ | ----------------------------------- | ----------------------------- |
|        | Castell d'Artesa           | Artesa de Segre                 | castell          | Estil: arquitectura popular                                    | 41° 53′ 31″ N, 1° 03′ 17″ E / 41.892°N,1.05474°E ca:Al cim de lo Castellot, Artesa de Segre 469 msnm                                                        | bé d'interès cultural bé cultural d'interès nacional                                             | Castell d'Artesa de Segre           | Modifica les dades a Wikidata |
|        | Castell de Collfred        | Collfred                        | castell          |                                                                | 41° 54′ 58″ N, 1° 06′ 49″ E / 41.915974°N,1.113611°E 400 msnm                                                                                               | bé d'interès cultural bé cultural d'interès nacional                                             | Castell de Collfred                 | Modifica les dades a Wikidata |
|        | Castell de Comiols         | Comiols                         | castell          | 12nd century                                                   | 42° 01′ 33″ N, 1° 06′ 03″ E / 42.0257°N,1.10094°E ca:Al nucli de Comiols 953 msnm                                                                           | bé d'interès cultural bé cultural d'interès nacional                                             | Castell de Comiols                  | Modifica les dades a Wikidata |
|        | Castell de Grialó          | Colldelrat                      | castell          | Estil: arquitectura romànica                                   | 41° 54′ 01″ N, 1° 06′ 21″ E / 41.9003166667°N,1.10578055556°E ca:Al Puig de Grialó 654 msnm                                                                 | bé d'interès cultural bé cultural d'interès nacional                                             | Castell de Grialó                   | Modifica les dades a Wikidata |
|        | Castell de Montmagastre    | Montmagastre                    | castell monestir | Estil: arquitectura romànica 11st century                      | 41° 58′ 34″ N, 1° 07′ 44″ E / 41.976089°N,1.128922°E ca:Al cim del tossal de Montmagastre 732 msnm                                                          | bé d'interès cultural element de la Llista Vermella del Patrimoni bé cultural d'interès nacional | Sant Miquel de Montmagastre         | Modifica les dades a Wikidata |
|        | Castell de Seró            | Seró                            | castell          | Estil: arquitectura popular                                    | 41° 52′ 32″ N, 1° 06′ 22″ E / 41.8755°N,1.10624°E 460 msnm                                                                                                  | bé d'interès cultural bé cultural d'interès nacional                                             | Castell de Seró                     | Modifica les dades a Wikidata |
|        | Castell de Tudela          | Tudela de Segre                 | castell          | Estil: arquitectura popular                                    | 41° 52′ 18″ N, 1° 05′ 03″ E / 41.871531°N,1.084093°E 467 msnm                                                                                               | bé d'interès cultural bé cultural d'interès nacional                                             | Castell de Tudela de Segre          | Modifica les dades a Wikidata |
|        | Castell de Vernet          | Vernet                          | castell          | Estil: arquitectura romànica 11st century                      | 41° 54′ 18″ N, 1° 02′ 26″ E / 41.9049027778°N,1.04050277778°E 333 msnm                                                                                      | bé integrant del patrimoni cultural català                                                       | Castell de Vernet (Artesa de Segre) | Modifica les dades a Wikidata |
|        | Castell de Vilves          | Vilves                          | castell          | Estil: arquitectura romànica arquitectura popular 12nd century | 41° 55′ 03″ N, 1° 04′ 57″ E / 41.9176°N,1.08247°E 345 msnm                                                                                                  | bé d'interès cultural bé cultural d'interès nacional                                             | Castell de Vilves                   | Modifica les dades a Wikidata |
|        | Castell de la Clua         | la Clua de Meià                 | castell          | Estil: arquitectura popular 17th century                       | 41° 56′ 49″ N, 1° 01′ 04″ E / 41.9469972222°N,1.01775277778°E ca:En un cingle damunt la Clua 600 msnm                                                       | bé integrant del patrimoni cultural català                                                       | Castell de la Clua                  | Modifica les dades a Wikidata |
|        | Castell de la Vall d'Ariet | la Vall d'Ariet                 | castell          | Estil: arquitectura romànica 12nd century                      | 41° 57′ 21″ N, 0° 59′ 52″ E / 41.9557111111°N,0.997672222222°E 612 msnm                                                                                     | bé d'interès cultural bé cultural d'interès nacional                                             | Castell de la Vall d'Ariet          | Modifica les dades a Wikidata |
|        | Castelló de Meià           | la Vall d'Ariet Artesa de Segre | castell          |                                                                | 41° 59′ 04″ N, 0° 58′ 55″ E / 41.984575°N,0.981816666667°E 41° 59′ 09″ N, 0° 58′ 51″ E / 41.9858281996108°N,0.980705141603632°E ca:La Vall d'Ariet 886 msnm | bé d'interès cultural bé cultural d'interès nacional                                             | Castell de Castelló de Meià         | Modifica les dades a Wikidata |

## cementiri
| imatge | Nom                             | Ubicat a        | instància de | Detalls                                                       | coordenades                                                                           | Protecció                                  | Commons (més fotos)                               | Dades a WD                    |
| ------ | ------------------------------- | --------------- | ------------ | ------------------------------------------------------------- | ------------------------------------------------------------------------------------- | ------------------------------------------ | ------------------------------------------------- | ----------------------------- |
|        | Fossar i Capella del Sant Crist | Artesa de Segre | cementiri    | Estil: arquitectura barroca arquitectura popular 19th century | 41° 53′ 10″ N, 1° 03′ 01″ E / 41.886046°N,1.050257°E ca:Ctra. Lleida-Tàrrega 337 msnm | bé integrant del patrimoni cultural català | Fossar i Capella del Sant Crist d'Artesa de Segre | Modifica les dades a Wikidata |
|        | cementiri d'Anya                | Artesa de Segre | cementiri    |                                                               | 41° 55′ 43″ N, 1° 06′ 11″ E / 41.9286538915971°N,1.10298225476655°E                   |                                            |                                                   | Modifica les dades a Wikidata |
|        | cementiri de Baldomar           | Artesa de Segre | cementiri    |                                                               | 41° 54′ 58″ N, 1° 01′ 21″ E / 41.9160839201142°N,1.0225651301378°E                    |                                            |                                                   | Modifica les dades a Wikidata |
|        | cementiri de Vall-llebrera      | Artesa de Segre | cementiri    |                                                               | 41° 56′ 16″ N, 1° 04′ 37″ E / 41.9376782421932°N,1.07701011304367°E                   |                                            |                                                   | Modifica les dades a Wikidata |

## cup
| imatge | Nom              | Ubicat a        | instància de | Detalls                     | coordenades                                                                 | Protecció                                  | Commons (més fotos) | Dades a WD                    |
| ------ | ---------------- | --------------- | ------------ | --------------------------- | --------------------------------------------------------------------------- | ------------------------------------------ | ------------------- | ----------------------------- |
|        | Trulls d'Anya    | Artesa de Segre | cup          | Estil: arquitectura popular | 41° 55′ 26″ N, 1° 06′ 25″ E / 41.92383°N,1.107053°E                         | bé integrant del patrimoni cultural català | Trulls d'Anya       | Modifica les dades a Wikidata |
|        | Trulls de Vernet | Artesa de Segre | cup          |                             | 41° 54′ 26″ N, 1° 02′ 30″ E / 41.907270738767°N,1.04170558530154°E 326 msnm |                                            |                     | Modifica les dades a Wikidata |

## edifici
| imatge | Nom                        | Ubicat a        | instància de | Detalls                                         | coordenades | Protecció                                            | Commons (més fotos)                          | Dades a WD                    |
| ------ | -------------------------- | --------------- | ------------ | ----------------------------------------------- | --- | ---------------------------------------------------- | -------------------------------------------- | ----------------------------- |
|        | Biblioteca Joan Maluquer   | Artesa de Segre | edifici      | Estil: noucentisme Estat: enderrocat o destruït | 41° 53′ 38″ N, 1° 02′ 48″ E / 41.893952°N,1.046584°E                                                            | bé integrant del patrimoni cultural català           |                                              | Modifica les dades a Wikidata |
|        | Caseta del Canal d'Urgell  | Artesa de Segre | edifici      |                                                 | 41° 54′ 21″ N, 1° 04′ 25″ E / 41.9059622876508°N,1.0734896407626°E                                              |                                                      |                                              | Modifica les dades a Wikidata |
|        | Dipòsit d'aigua            | Artesa de Segre | edifici      | Estil: noucentisme                              | | bé integrant del patrimoni cultural català           |                                              | Modifica les dades a Wikidata |
|        | col·legi de les Dominiques | Artesa de Segre | edifici      | Estil: arquitectura popular 19th century        | 41° 53′ 45″ N, 1° 02′ 52″ E / 41.895732°N,1.047682°E ca:C. de les Monges 321 msnm                               | bé integrant del patrimoni cultural català           | Col·legi de les Dominiques (Artesa de Segre) | Modifica les dades a Wikidata |
|        | la Fàbrica                 | Artesa de Segre | edifici      | Estil: noucentisme                              | 41° 54′ 37″ N, 1° 04′ 28″ E / 41.910374°N,1.074499°E la Colònia la Fàbrica                                      | bé integrant del patrimoni cultural català           | La Fàbrica (Artesa de Segre)                 | Modifica les dades a Wikidata |
|        | la Granja                  | Artesa de Segre | edifici      | 16th century                                    | 41° 53′ 49″ N, 1° 02′ 52″ E / 41.896817°N,1.047704°E ca:Carrer de Prat de la Riba, 28, Artesa de Segre 318 msnm | bé d'interès cultural bé cultural d'interès nacional | La Granja (Artesa de Segre)                  | Modifica les dades a Wikidata |
|        | museu del Montsec          | Artesa de Segre | edifici      | 11st century                                    | 41° 53′ 47″ N, 1° 02′ 57″ E / 41.896482°N,1.04921°E ca:C. de les Carnisseries, 5 315 msnm                       | bé integrant del patrimoni cultural català           | Museu del Montsec d'Artesa de Segre          | Modifica les dades a Wikidata |

## entitat singular de població
| imatge | Nom                   | Ubicat a        | instància de                                                    | Detalls                                | coordenades                                                                | Protecció | Commons (més fotos)                  | Dades a WD                    |
| ------ | --------------------- | --------------- | --------------------------------------------------------------- | -------------------------------------- | -------------------------------------------------------------------------- | --------- | ------------------------------------ | ----------------------------- |
|        | Alentorn              | Artesa de Segre | entitat singular de població                                    | 131 hab                                | 41° 55′ 33″ N, 1° 03′ 43″ E / 41.9258°N,1.06194°E 380 msnm                 |           | Alentorn                             | Modifica les dades a Wikidata |
|        | Anya                  | Artesa de Segre | entitat singular de població                                    | 21 hab                                 | 41° 55′ 25″ N, 1° 06′ 23″ E / 41.9236°N,1.10639°E 359 msnm                 |           | Anya (Artesa de Segre)               | Modifica les dades a Wikidata |
|        | Artesa de Segre       | Artesa de Segre | entitat singular de població capital municipal                  | 2863 hab                               | 41° 53′ 41″ N, 1° 02′ 46″ E / 41.89467°N,1.04625°E 318 msnm                |           |                                      | Modifica les dades a Wikidata |
|        | Baldomar              | Artesa de Segre | entitat singular de població entitat municipal descentralitzada | 81 hab                                 | 41° 55′ 04″ N, 1° 00′ 53″ E / 41.9178°N,1.01472°E 347 msnm                 |           | Baldomar (Artesa de Segre)           | Modifica les dades a Wikidata |
|        | Colldelrat            | Artesa de Segre | entitat singular de població                                    | 25 hab                                 | 41° 54′ 05″ N, 1° 05′ 37″ E / 41.9014°N,1.09361°E 495 msnm                 |           | Colldelrat                           | Modifica les dades a Wikidata |
|        | Collfred              | Artesa de Segre | entitat singular de població                                    | 21 hab                                 | 41° 54′ 58″ N, 1° 06′ 49″ E / 41.915974°N,1.113611°E 400 msnm              |           | Collfred (Artesa de Segre)           | Modifica les dades a Wikidata |
|        | Comiols               | Artesa de Segre | entitat singular de població                                    | 2 hab                                  | 42° 01′ 34″ N, 1° 06′ 03″ E / 42.026029°N,1.100887°E 653 msnm              |           | Comiols                              | Modifica les dades a Wikidata |
|        | Folquer               | Artesa de Segre | entitat singular de població                                    | 5 hab                                  | 42° 00′ 51″ N, 1° 06′ 49″ E / 42.014208°N,1.113605°E 733 msnm              |           | Folquer                              | Modifica les dades a Wikidata |
|        | Montargull            | Artesa de Segre | entitat singular de població                                    | 34 hab Superfície: 10km²               | 41° 58′ 10″ N, 1° 05′ 33″ E / 41.9694°N,1.09252°E 550 msnm                 |           | Montargull (Artesa de Segre)         | Modifica les dades a Wikidata |
|        | Montmagastre          | Artesa de Segre | entitat singular de població                                    | 16 hab                                 | 41° 58′ 27″ N, 1° 08′ 05″ E / 41.97416667°N,1.13472222°E 594 msnm          |           | Montmagastre                         | Modifica les dades a Wikidata |
|        | Sant Marc de Batlliu  | Artesa de Segre | entitat singular de població                                    | 11 hab                                 | 41° 57′ 19″ N, 1° 07′ 56″ E / 41.955283661539°N,1.1322743788718°E 476 msnm |           | Sant Marc de Batlliu (disseminat)    | Modifica les dades a Wikidata |
|        | Seró                  | Artesa de Segre | entitat singular de població                                    | 48 hab                                 | 41° 52′ 31″ N, 1° 06′ 25″ E / 41.875148°N,1.10684°E 450 msnm               |           | Seró (Noguera)                       | Modifica les dades a Wikidata |
|        | Tudela de Segre       | Artesa de Segre | entitat singular de població                                    | 65 hab                                 | 41° 52′ 21″ N, 1° 05′ 07″ E / 41.8725°N,1.08527778°E 449 msnm              |           | Tudela de Segre                      | Modifica les dades a Wikidata |
|        | Vall-llebrera         | Artesa de Segre | entitat singular de població                                    | 21 hab                                 | 41° 56′ 05″ N, 1° 04′ 57″ E / 41.934748°N,1.0826°E 375 msnm                |           | Vall-llebrera                        | Modifica les dades a Wikidata |
|        | Vall-llebrerola       | Artesa de Segre | entitat singular de població                                    | 8 hab                                  | 41° 56′ 28″ N, 1° 05′ 00″ E / 41.941203°N,1.083195°E 380 msnm              |           | Vall-llebrerola                      | Modifica les dades a Wikidata |
|        | Vernet                | Artesa de Segre | entitat singular de població                                    | 24 hab                                 | 41° 54′ 18″ N, 1° 02′ 28″ E / 41.904907°N,1.041077°E 334 msnm              |           | Vernet (Artesa de Segre)             | Modifica les dades a Wikidata |
|        | Vilves                | Artesa de Segre | entitat singular de població                                    | 24 hab                                 | 41° 55′ 04″ N, 1° 04′ 56″ E / 41.917682°N,1.082141°E 347 msnm              |           | Vilves                               | Modifica les dades a Wikidata |
|        | el Pont d'Alentorn    | Artesa de Segre | entitat singular de població caseria                            | 24 hab                                 | 41° 54′ 30″ N, 1° 04′ 10″ E / 41.90825°N,1.069417°E 315 msnm               |           | El Pont d'Alentorn (Artesa de Segre) | Modifica les dades a Wikidata |
|        | la Clua de Meià       | Artesa de Segre | entitat singular de població                                    | 26 hab                                 | 41° 56′ 49″ N, 1° 00′ 59″ E / 41.947078°N,1.016525°E 541 msnm              |           | La Clua de Meià                      | Modifica les dades a Wikidata |
|        | la Colònia la Fàbrica | Artesa de Segre | entitat singular de població colònia industrial                 | Estil: noucentisme 20th century 63 hab | 41° 54′ 38″ N, 1° 04′ 33″ E / 41.910556°N,1.075833°E 337 msnm              |           | La Fàbrica (Artesa de Segre)         | Modifica les dades a Wikidata |
|        | la Vall d'Ariet       | Artesa de Segre | entitat singular de població                                    | 0 hab                                  | 41° 57′ 21″ N, 0° 59′ 51″ E / 41.955708°N,0.997604°E 610 msnm              |           | La Vall d'Ariet                      | Modifica les dades a Wikidata |
|        | la Vedrenya           | Artesa de Segre | entitat singular de població                                    | 6 hab                                  | 41° 57′ 37″ N, 1° 06′ 37″ E / 41.960329396313°N,1.1104074320543°E 484 msnm |           | La Vedrenya                          | Modifica les dades a Wikidata |

## església
| imatge | Nom                                            | Ubicat a                 | instància de              | Detalls                                                                                    | coordenades                                                                                 | Protecció                                  | Commons (més fotos)                                         | Dades a WD                    |
| ------ | ---------------------------------------------- | ------------------------ | ------------------------- | ------------------------------------------------------------------------------------------ | ------------------------------------------------------------------------------------------- | ------------------------------------------ | ----------------------------------------------------------- | ----------------------------- |
|        | Ermita de Sant Salvador d'Alentorn             | Alentorn Artesa de Segre | església ermita           | Estil: arquitectura popular 19th century                                                   | 41° 54′ 53″ N, 1° 04′ 06″ E / 41.914761°N,1.068302°E ca:Afores                              | bé integrant del patrimoni cultural català | Ermita de Sant Salvador d'Alentorn                          | Modifica les dades a Wikidata |
|        | Església nova de Montargull                    | Artesa de Segre          | església                  | Arquitecte: Isidre Puig i Boada                                                            | 41° 58′ 07″ N, 1° 05′ 31″ E / 41.968673°N,1.091866°E 498 msnm                               | bé integrant del patrimoni cultural català | Església nova de Montargull                                 | Modifica les dades a Wikidata |
|        | Església nova de Montmagastre                  | Montmagastre             | església                  | Estil: arquitectura popular 20th century                                                   | 41° 58′ 27″ N, 1° 08′ 02″ E / 41.974097°N,1.133853°E 597 msnm                               | bé integrant del patrimoni cultural català | Església nova de Montmagastre                               | Modifica les dades a Wikidata |
|        | Mare de Déu de Refet                           | Artesa de Segre          | església                  | Estil: arquitectura barroca                                                                | 41° 53′ 19″ N, 1° 07′ 08″ E / 41.8886°N,1.11877°E                                           | bé integrant del patrimoni cultural català | Mare de Déu de Refet                                        | Modifica les dades a Wikidata |
|        | Mare de Déu de l'Assumpció                     | Artesa de Segre          | església                  | Arquitecte: Isidre Puig i Boada 20th century                                               | 41° 53′ 46″ N, 1° 02′ 53″ E / 41.896208°N,1.048161°E ca:Pl. de l'Església 318 msnm          | bé integrant del patrimoni cultural català | Església de la Mare de Déu de l'Assumpció (Artesa de Segre) | Modifica les dades a Wikidata |
|        | Mare de Déu de la Vedrenya                     | Artesa de Segre          | església                  | Estil: arquitectura romànica                                                               | 41° 57′ 36″ N, 1° 06′ 35″ E / 41.960069°N,1.109655°E 483 msnm                               | bé integrant del patrimoni cultural català | Mare de Déu de la Vedrenya                                  | Modifica les dades a Wikidata |
|        | Mare de Déu del Roser de les Torres de Folquer | Artesa de Segre          | església                  | Estil: arquitectura popular 17th century                                                   | 42° 01′ 27″ N, 1° 07′ 46″ E / 42.024057°N,1.129391°E ca:Les Torres de Folquer 734 msnm      | bé integrant del patrimoni cultural català | Mare de Déu del Roser de les Torres de Folquer              | Modifica les dades a Wikidata |
|        | Sant Bartomeu de la Vall d'Ariet               | Artesa de Segre          | església                  | Estil: arquitectura romànica arquitectura popular                                          | 41° 57′ 16″ N, 1° 00′ 03″ E / 41.95433°N,1.00074°E                                          | bé integrant del patrimoni cultural català | Sant Bartomeu d'Ariet                                       | Modifica les dades a Wikidata |
|        | Sant Climent de Vilves                         | Artesa de Segre          | església                  | Estil: arquitectura romànica arquitectura popular                                          | 41° 55′ 04″ N, 1° 04′ 57″ E / 41.9178°N,1.08263°E                                           | bé cultural d'interès local                | Sant Climent de Vilves                                      | Modifica les dades a Wikidata |
|        | Sant Esteve de Peracolls                       | Artesa de Segre          | església                  | Estil: arquitectura romànica                                                               | 42° 02′ 01″ N, 1° 07′ 35″ E / 42.033663°N,1.126397°E 789 msnm                               | bé integrant del patrimoni cultural català | Sant Esteve de Paracolls                                    | Modifica les dades a Wikidata |
|        | Sant Gil de Folquer                            | Artesa de Segre          | església                  | Estil: arquitectura gòtica arquitectura del Renaixement                                    | 42° 00′ 22″ N, 1° 06′ 57″ E / 42.006089°N,1.11585°E                                         | bé integrant del patrimoni cultural català | Sant Gil de Folquer                                         | Modifica les dades a Wikidata |
|        | Sant Julià de la Clua                          | Artesa de Segre          | església                  | Estil: arquitectura popular arquitectura barroca                                           | 41° 56′ 49″ N, 1° 01′ 00″ E / 41.947062°N,1.016535°E                                        | bé integrant del patrimoni cultural català |                                                             | Modifica les dades a Wikidata |
|        | Sant Marc de Batlliu                           | Artesa de Segre          | església                  | Estil: arquitectura romànica arquitectura gòtica arquitectura del Renaixement              | 41° 57′ 20″ N, 1° 07′ 56″ E / 41.955637°N,1.132141°E                                        | bé integrant del patrimoni cultural català | Sant Marc de Batlliu                                        | Modifica les dades a Wikidata |
|        | Sant Martí de Collfred                         | Artesa de Segre          | església                  | Estil: arquitectura romànica                                                               | 41° 54′ 58″ N, 1° 06′ 53″ E / 41.9162°N,1.11485°E                                           | bé integrant del patrimoni cultural català | Sant Martí de Collfred                                      | Modifica les dades a Wikidata |
|        | Sant Miquel de Collderat                       | Artesa de Segre          | església                  | Estil: arquitectura popular arquitectura barroca                                           | 41° 53′ 59″ N, 1° 05′ 36″ E / 41.89962°N,1.093402°E                                         | bé integrant del patrimoni cultural català | Sant Miquel de Colldelrat                                   | Modifica les dades a Wikidata |
|        | Sant Miquel de Grialó                          | Artesa de Segre          | església                  | Estat: ruïnós                                                                              | 41° 54′ 02″ N, 1° 06′ 22″ E / 41.9005626679671°N,1.10621320797001°E 651 msnm                |                                            | Sant Miquel de Grialó                                       | Modifica les dades a Wikidata |
|        | Sant Pere de Tudela                            | Artesa de Segre          | església                  | Estil: historicisme arquitectònic arquitectura popular                                     | 41° 52′ 16″ N, 1° 05′ 03″ E / 41.871039°N,1.084109°E                                        | bé cultural d'interès local                | Sant Pere de Tudela de Segre                                | Modifica les dades a Wikidata |
|        | Sant Ponç de Vall-llebrera                     | Artesa de Segre          | església                  |                                                                                            | 41° 56′ 05″ N, 1° 04′ 54″ E / 41.9348°N,1.08169°E                                           | bé integrant del patrimoni cultural català | Sant Ponç de Vall-llebrera                                  | Modifica les dades a Wikidata |
|        | Sant Romà de Comiols                           | Artesa de Segre          | església edifici històric | Estil: arquitectura romànica                                                               | 42° 01′ 27″ N, 1° 06′ 06″ E / 42.0243°N,1.10154°E                                           | bé cultural d'interès local                | Sant Romà de Comiols                                        | Modifica les dades a Wikidata |
|        | Sant Salvador d'Alentorn                       | Alentorn                 | església                  | Estil: arquitectura del Renaixement arquitectura barroca arquitectura popular 17th century | 41° 55′ 31″ N, 1° 03′ 41″ E / 41.925243°N,1.061497°E ca:Plaça de les Forques, s/n           | bé integrant del patrimoni cultural català | Sant Salvador d'Alentorn                                    | Modifica les dades a Wikidata |
|        | Sant Serni de Vall-llebrerola                  | Artesa de Segre          | església                  | Estil: arquitectura romànica                                                               | 41° 56′ 30″ N, 1° 04′ 59″ E / 41.9416°N,1.08318°E                                           | bé integrant del patrimoni cultural català | Sant Serni de Vall-llebrerola                               | Modifica les dades a Wikidata |
|        | Santa Eulàlia de cal Camats                    | Montmagastre             | església                  | Estil: arquitectura popular 17th century                                                   | 41° 58′ 22″ N, 1° 08′ 12″ E / 41.972732°N,1.136535°E ca:Cal Camats de Montmagastre 602 msnm | bé integrant del patrimoni cultural català | Santa Eulàlia de cal Camats                                 | Modifica les dades a Wikidata |
|        | Santa Fe de Tudela                             | Artesa de Segre          | església ermita           | Estil: arquitectura popular                                                                | 41° 51′ 57″ N, 1° 05′ 22″ E / 41.86579°N,1.089547°E Tudela de Segre                         | bé cultural d'interès local                | Ermita de Santa Fe (Tudela de Segre)                        | Modifica les dades a Wikidata |
|        | Santa Maria d'Anya                             | Artesa de Segre          | església                  | Estil: arquitectura popular                                                                | 41° 55′ 25″ N, 1° 06′ 23″ E / 41.923661°N,1.106293°E                                        | bé cultural d'interès local                | Santa Maria d'Anya                                          | Modifica les dades a Wikidata |
|        | Santa Maria de Baldomar                        | Artesa de Segre          | església                  | Estil: arquitectura romànica                                                               | 41° 55′ 09″ N, 1° 00′ 54″ E / 41.9192°N,1.01495°E                                           | bé integrant del patrimoni cultural català | Santa Maria de Baldomar                                     | Modifica les dades a Wikidata |
|        | Santa Maria de Montargull                      | Artesa de Segre          | església                  | Estil: arquitectura popular                                                                | 41° 58′ 10″ N, 1° 05′ 33″ E / 41.9695°N,1.09243°E                                           | bé integrant del patrimoni cultural català | Santa Maria de Montargull                                   | Modifica les dades a Wikidata |
|        | Santa Maria de Seró                            | Artesa de Segre          | església                  | Estil: arquitectura romànica arquitectura barroca                                          | 41° 52′ 32″ N, 1° 06′ 24″ E / 41.8756°N,1.10673°E                                           | bé integrant del patrimoni cultural català | Santa Maria de Seró                                         | Modifica les dades a Wikidata |
|        | Santa Maria de Vernet                          | Artesa de Segre          | església                  | Estil: arquitectura romànica                                                               | 41° 54′ 18″ N, 1° 02′ 28″ E / 41.9051°N,1.04105°E                                           | bé integrant del patrimoni cultural català | Santa Maria de Vernet                                       | Modifica les dades a Wikidata |
|        | Santa Maria del Pla                            | Artesa de Segre          | església                  | Estil: arquitectura popular arquitectura barroca                                           | 41° 52′ 58″ N, 1° 03′ 30″ E / 41.882836°N,1.05834°E                                         | bé cultural d'interès local                | Santa Maria del Pla (Artesa de Segre)                       | Modifica les dades a Wikidata |
|        | la Mesquita                                    | Artesa de Segre          | església                  | Estat: ruïnós                                                                              | 41° 55′ 26″ N, 1° 05′ 28″ E / 41.923761°N,1.091007°E 327 msnm                               |                                            |                                                             | Modifica les dades a Wikidata |

## font
| imatge | Nom                | Ubicat a        | instància de | Detalls | coordenades                                                         | Protecció | Commons (més fotos) | Dades a WD                    |
| ------ | ------------------ | --------------- | ------------ | ------- | ------------------------------------------------------------------- | --------- | ------------------- | ----------------------------- |
|        | font Fanguera      | Artesa de Segre | font         |         | 42° 00′ 39″ N, 1° 07′ 01″ E / 42.0108140737545°N,1.11700182613537°E |           |                     | Modifica les dades a Wikidata |
|        | font Sagrada       | Artesa de Segre | font         |         | 41° 56′ 27″ N, 1° 01′ 16″ E / 41.9409153236742°N,1.02107405580554°E |           |                     | Modifica les dades a Wikidata |
|        | font de la Trilla  | Artesa de Segre | font         |         | 41° 55′ 54″ N, 1° 01′ 11″ E / 41.931779867304°N,1.0195870912684°E   |           |                     | Modifica les dades a Wikidata |
|        | font de les Pletes | Artesa de Segre | font         |         | 41° 59′ 01″ N, 1° 06′ 51″ E / 41.9836060147514°N,1.11423100941801°E |           |                     | Modifica les dades a Wikidata |
|        | font del Cirerell  | Artesa de Segre | font         |         | 41° 58′ 57″ N, 1° 08′ 20″ E / 41.9825389395264°N,1.1387902413269°E  |           |                     | Modifica les dades a Wikidata |
|        | font del Ferràs    | Artesa de Segre | font         |         | 41° 55′ 09″ N, 1° 05′ 21″ E / 41.9190324900487°N,1.08924304430584°E |           |                     | Modifica les dades a Wikidata |
|        | font del Vint-i-u  | Artesa de Segre | font         |         | 42° 01′ 56″ N, 1° 06′ 25″ E / 42.032322876826°N,1.1070677626797°E   |           |                     | Modifica les dades a Wikidata |

## granja
| imatge | Nom                       | Ubicat a        | instància de | Detalls | coordenades                                                         | Protecció | Commons (més fotos) | Dades a WD                    |
| ------ | ------------------------- | --------------- | ------------ | ------- | ------------------------------------------------------------------- | --------- | ------------------- | ----------------------------- |
|        | Granges de l'Angelet      | Artesa de Segre | granja       |         | 41° 54′ 54″ N, 1° 06′ 59″ E / 41.9150403925238°N,1.11634791424874°E |           |                     | Modifica les dades a Wikidata |
|        | Granges de l'Hereuet      | Artesa de Segre | granja       |         | 41° 52′ 58″ N, 1° 06′ 43″ E / 41.8828958112954°N,1.11189339009369°E |           |                     | Modifica les dades a Wikidata |
|        | Granges del Benito        | Artesa de Segre | granja       |         | 41° 56′ 03″ N, 1° 05′ 16″ E / 41.9342638077402°N,1.0877269128413°E  |           |                     | Modifica les dades a Wikidata |
|        | Granges del Blanc         | Artesa de Segre | granja       |         | 41° 52′ 56″ N, 1° 06′ 07″ E / 41.8822978521364°N,1.10184773604683°E |           |                     | Modifica les dades a Wikidata |
|        | Granges del Broc          | Artesa de Segre | granja       |         | 41° 56′ 14″ N, 1° 04′ 49″ E / 41.9372650479867°N,1.08030343489677°E |           |                     | Modifica les dades a Wikidata |
|        | Granges del Fuster        | Artesa de Segre | granja       |         | 41° 54′ 11″ N, 1° 05′ 29″ E / 41.9030549660152°N,1.0913833423274°E  |           |                     | Modifica les dades a Wikidata |
|        | Granges del Gasset        | Artesa de Segre | granja       |         | 41° 55′ 19″ N, 1° 05′ 55″ E / 41.9219999629508°N,1.09872955054965°E |           |                     | Modifica les dades a Wikidata |
|        | Granges del Julià         | Artesa de Segre | granja       |         | 41° 53′ 03″ N, 1° 04′ 22″ E / 41.8842438519179°N,1.07269619378186°E |           |                     | Modifica les dades a Wikidata |
|        | Granges del Pagès         | Artesa de Segre | granja       |         | 41° 55′ 25″ N, 1° 04′ 17″ E / 41.9234726978648°N,1.07147946507962°E |           |                     | Modifica les dades a Wikidata |
|        | Granges del Pedrol        | Artesa de Segre | granja       |         | 41° 56′ 40″ N, 1° 05′ 11″ E / 41.9445791093481°N,1.08629668253851°E |           |                     | Modifica les dades a Wikidata |
|        | Granges del Puig          | Artesa de Segre | granja       |         | 41° 56′ 18″ N, 1° 04′ 59″ E / 41.9383033929066°N,1.0831551832473°E  |           |                     | Modifica les dades a Wikidata |
|        | Granja Marvà              | Artesa de Segre | granja       |         | 41° 52′ 06″ N, 1° 06′ 13″ E / 41.868352126367°N,1.1034802068208°E   |           |                     | Modifica les dades a Wikidata |
|        | Granja de Cal Miró        | Artesa de Segre | granja       |         | 41° 53′ 06″ N, 1° 07′ 55″ E / 41.8850707189058°N,1.13198085733815°E |           |                     | Modifica les dades a Wikidata |
|        | Granja de Cal Santacreu   | Artesa de Segre | granja       |         | 42° 00′ 33″ N, 1° 08′ 34″ E / 42.0091704719927°N,1.14269926669323°E |           |                     | Modifica les dades a Wikidata |
|        | Granja de l'Escolà        | Artesa de Segre | granja       |         | 41° 55′ 05″ N, 1° 01′ 06″ E / 41.9179826907336°N,1.0182980864056°E  |           |                     | Modifica les dades a Wikidata |
|        | Granja del Barrina        | Artesa de Segre | granja       |         | 41° 52′ 59″ N, 1° 06′ 17″ E / 41.8831757810145°N,1.10483473670692°E |           |                     | Modifica les dades a Wikidata |
|        | Granja del Batlló         | Artesa de Segre | granja       |         | 41° 53′ 29″ N, 1° 05′ 54″ E / 41.8913625316907°N,1.09830074208107°E |           |                     | Modifica les dades a Wikidata |
|        | Granja del Broc           | Artesa de Segre | granja       |         | 41° 56′ 18″ N, 1° 04′ 52″ E / 41.9382161433256°N,1.08116751258683°E |           |                     | Modifica les dades a Wikidata |
|        | Granja del Cabàs          | Artesa de Segre | granja       |         | 41° 55′ 17″ N, 1° 00′ 53″ E / 41.9215257650586°N,1.01486009852711°E |           |                     | Modifica les dades a Wikidata |
|        | Granja del Calàndria      | Artesa de Segre | granja       |         | 41° 53′ 58″ N, 1° 05′ 43″ E / 41.8995620872082°N,1.09527267920539°E |           |                     | Modifica les dades a Wikidata |
|        | Granja del Cardenyes      | Artesa de Segre | granja       |         | 41° 55′ 01″ N, 1° 05′ 04″ E / 41.9168645335677°N,1.08453264762794°E |           |                     | Modifica les dades a Wikidata |
|        | Granja del Fernando       | Artesa de Segre | granja       |         | 41° 57′ 53″ N, 1° 05′ 28″ E / 41.9646066816658°N,1.09103100419562°E |           |                     | Modifica les dades a Wikidata |
|        | Granja del Gardela        | Artesa de Segre | granja       |         | 41° 58′ 26″ N, 1° 08′ 03″ E / 41.9737551279788°N,1.13418224177162°E |           |                     | Modifica les dades a Wikidata |
|        | Granja del Jan            | Artesa de Segre | granja       |         | 41° 58′ 09″ N, 1° 05′ 49″ E / 41.9690636770186°N,1.09693197565332°E |           |                     | Modifica les dades a Wikidata |
|        | Granja del Joan del Peret | Artesa de Segre | granja       |         | 41° 55′ 27″ N, 1° 04′ 12″ E / 41.9241578973871°N,1.06991518570662°E |           |                     | Modifica les dades a Wikidata |
|        | Granja del Puig           | Artesa de Segre | granja       |         | 41° 56′ 14″ N, 1° 05′ 01″ E / 41.9373462489799°N,1.08354572133329°E |           |                     | Modifica les dades a Wikidata |
|        | Granja del Quim           | Artesa de Segre | granja       |         | 41° 55′ 48″ N, 1° 03′ 33″ E / 41.9300373325059°N,1.0591364760835°E  |           |                     | Modifica les dades a Wikidata |
|        | Granja del Riera          | Artesa de Segre | granja       |         | 41° 54′ 43″ N, 1° 07′ 02″ E / 41.9120197919314°N,1.11723254609131°E |           |                     | Modifica les dades a Wikidata |
|        | Granja del Terrer         | Artesa de Segre | granja       |         | 41° 55′ 22″ N, 1° 03′ 19″ E / 41.9227836696113°N,1.05519590606248°E |           |                     | Modifica les dades a Wikidata |
|        | Granja del Viles          | Artesa de Segre | granja       |         | 41° 53′ 17″ N, 1° 02′ 20″ E / 41.8879682445805°N,1.03894473515825°E |           |                     | Modifica les dades a Wikidata |
|        | Granja del Xollat Queirol | Artesa de Segre | granja       |         | 41° 57′ 48″ N, 1° 05′ 31″ E / 41.963386283211°N,1.0918397404577°E   |           |                     | Modifica les dades a Wikidata |
|        | la Pineda                 | Artesa de Segre | granja       |         | 41° 54′ 43″ N, 1° 01′ 17″ E / 41.911997752736°N,1.0214046722106°E   |           |                     | Modifica les dades a Wikidata |
|        | la Pinera                 | Artesa de Segre | granja       |         | 41° 54′ 39″ N, 1° 01′ 04″ E / 41.9107050325611°N,1.01773957659918°E |           |                     | Modifica les dades a Wikidata |

## jaciment arqueològic
| imatge | Nom                                     | Ubicat a        | instància de                                | Detalls | coordenades                                                                     | Protecció                                                                                        | Commons (més fotos)                  | Dades a WD                    |
| ------ | --------------------------------------- | --------------- | ------------------------------------------- | ------- | ------------------------------------------------------------------------------- | ------------------------------------------------------------------------------------------------ | ------------------------------------ | ----------------------------- |
|        | Coves d'Antona                          | Artesa de Segre | jaciment arqueològic gruta amb art rupestre |         | 41° 53′ 38″ N, 1° 00′ 51″ E / 41.89402°N,1.014193°E                             | bé d'interès cultural lloc component de Patrimoni de la Humanitat bé cultural d'interès nacional |                                      | Modifica les dades a Wikidata |
|        | Poblat d'Antona                         | Artesa de Segre | jaciment arqueològic poblat ibèric          |         | 41° 53′ 41″ N, 1° 00′ 58″ E / 41.89472222222222°N,1.0161111111111112°E 428 msnm | bé d'interès cultural bé cultural d'interès nacional                                             |                                      | Modifica les dades a Wikidata |
|        | jaciment arqueològic de Reguers de Seró | Artesa de Segre | jaciment arqueològic túmul                  |         | 41° 53′ 05″ N, 1° 07′ 11″ E / 41.88479996°N,1.11960006°E Seró 400 msnm          | bé cultural d'interès nacional espai de protecció arqueològica monument històric                 | Statues-menhirs dels Reguers de Seró | Modifica les dades a Wikidata |

## masia
| imatge | Nom                     | Ubicat a        | instància de | Detalls                                  | coordenades                                                                                     | Protecció                                  | Commons (més fotos)            | Dades a WD                    |
| ------ | ----------------------- | --------------- | ------------ | ---------------------------------------- | ----------------------------------------------------------------------------------------------- | ------------------------------------------ | ------------------------------ | ----------------------------- |
|        | Ca l'Andreu             | Artesa de Segre | masia        |                                          | 41° 56′ 47″ N, 1° 08′ 51″ E / 41.9462504123913°N,1.14754321849723°E                             |                                            |                                | Modifica les dades a Wikidata |
|        | Ca l'Aran               | Artesa de Segre | masia        |                                          | 41° 58′ 46″ N, 0° 58′ 21″ E / 41.979352825684°N,0.972533221009411°E                             |                                            |                                | Modifica les dades a Wikidata |
|        | Ca l'Empenedit          | Artesa de Segre | masia        |                                          | 41° 58′ 01″ N, 1° 08′ 23″ E / 41.9670252534255°N,1.13959198787246°E                             |                                            |                                | Modifica les dades a Wikidata |
|        | Ca l'Escobet            | Artesa de Segre | masia        |                                          | 41° 57′ 48″ N, 1° 09′ 31″ E / 41.96324°N,1.15868°E                                              |                                            |                                | Modifica les dades a Wikidata |
|        | Ca l'Hedra              | Artesa de Segre | masia        |                                          | 41° 54′ 15″ N, 1° 02′ 32″ E / 41.9042822673835°N,1.04232740310832°E                             |                                            |                                | Modifica les dades a Wikidata |
|        | Cal Badia               | Artesa de Segre | masia        |                                          | 41° 58′ 25″ N, 1° 07′ 40″ E / 41.9735952228602°N,1.12768169363668°E                             |                                            |                                | Modifica les dades a Wikidata |
|        | Cal Baraner             | Artesa de Segre | masia        |                                          | 41° 57′ 22″ N, 1° 00′ 08″ E / 41.9561784514965°N,1.00222575163872°E                             |                                            |                                | Modifica les dades a Wikidata |
|        | Cal Barrina             | Artesa de Segre | masia        |                                          | 41° 52′ 53″ N, 1° 06′ 28″ E / 41.8812796491171°N,1.10781932974768°E                             |                                            |                                | Modifica les dades a Wikidata |
|        | Cal Batlle              | Artesa de Segre | masia        |                                          | 42° 02′ 48″ N, 1° 05′ 49″ E / 42.0467255763919°N,1.09705580253003°E                             |                                            |                                | Modifica les dades a Wikidata |
|        | Cal Bellerà             | Artesa de Segre | masia        |                                          | 41° 56′ 19″ N, 1° 05′ 09″ E / 41.9385548992873°N,1.08581343810148°E                             |                                            |                                | Modifica les dades a Wikidata |
|        | Cal Bertran             | Artesa de Segre | masia        |                                          | 41° 56′ 48″ N, 1° 06′ 13″ E / 41.946707460025°N,1.1035715863756°E                               |                                            |                                | Modifica les dades a Wikidata |
|        | Cal Bonet               | Artesa de Segre | masia        |                                          | 42° 01′ 10″ N, 1° 06′ 20″ E / 42.0193993805583°N,1.10566114452194°E                             |                                            |                                | Modifica les dades a Wikidata |
|        | Cal Camats              | Artesa de Segre | masia        |                                          | 41° 58′ 22″ N, 1° 08′ 12″ E / 41.9728320990573°N,1.13668331580167°E                             |                                            |                                | Modifica les dades a Wikidata |
|        | Cal Canes               | Artesa de Segre | masia        |                                          | 41° 56′ 37″ N, 1° 06′ 24″ E / 41.9437090258928°N,1.10660124798057°E                             |                                            |                                | Modifica les dades a Wikidata |
|        | Cal Casanova            | Artesa de Segre | masia        |                                          | 42° 00′ 40″ N, 1° 07′ 26″ E / 42.0111418233317°N,1.1238151773561°E                              |                                            |                                | Modifica les dades a Wikidata |
|        | Cal Castellà            | Artesa de Segre | masia        | Estat: ruïnós                            | 41° 59′ 03″ N, 0° 58′ 55″ E / 41.984263108883°N,0.981841002355783°E ca:La Vall d'Ariet 871 msnm |                                            | Cal Castellà (Artesa de Segre) | Modifica les dades a Wikidata |
|        | Cal Donzell             | Artesa de Segre | masia        |                                          | 42° 01′ 14″ N, 1° 09′ 10″ E / 42.0206164900948°N,1.15269275675781°E                             |                                            |                                | Modifica les dades a Wikidata |
|        | Cal Ferrer              | Artesa de Segre | masia        |                                          | 41° 58′ 10″ N, 1° 07′ 42″ E / 41.969337571867°N,1.12837362662065°E                              |                                            |                                | Modifica les dades a Wikidata |
|        | Cal Figuerola           | Artesa de Segre | masia        |                                          | 41° 56′ 56″ N, 1° 07′ 44″ E / 41.948923437241°N,1.1288408333657°E                               |                                            |                                | Modifica les dades a Wikidata |
|        | Cal Gabriel             | Artesa de Segre | masia        |                                          | 41° 57′ 23″ N, 1° 09′ 34″ E / 41.9565010806359°N,1.15939659010078°E                             |                                            |                                | Modifica les dades a Wikidata |
|        | Cal Gardela             | Artesa de Segre | masia        |                                          | 41° 58′ 27″ N, 1° 08′ 03″ E / 41.9742343872322°N,1.13430101001727°E                             |                                            |                                | Modifica les dades a Wikidata |
|        | Cal Garramitxo          | Artesa de Segre | masia        |                                          | 42° 02′ 51″ N, 1° 05′ 58″ E / 42.047505773709°N,1.0993671784689°E                               |                                            |                                | Modifica les dades a Wikidata |
|        | Cal Gasset d'Anya       | Artesa de Segre | masia        |                                          | 41° 55′ 15″ N, 1° 05′ 50″ E / 41.920875177183°N,1.09715909584217°E                              |                                            |                                | Modifica les dades a Wikidata |
|        | Cal Gassó               | Artesa de Segre | masia        |                                          | 41° 56′ 53″ N, 1° 08′ 34″ E / 41.9481820596126°N,1.14279428134246°E                             |                                            |                                | Modifica les dades a Wikidata |
|        | Cal Genet               | Artesa de Segre | masia        |                                          | 41° 57′ 26″ N, 1° 09′ 33″ E / 41.9572518391966°N,1.15903713262012°E                             |                                            |                                | Modifica les dades a Wikidata |
|        | Cal Gironet             | Artesa de Segre | masia        |                                          | 41° 57′ 17″ N, 1° 06′ 10″ E / 41.9547305138118°N,1.10265531892341°E                             |                                            |                                | Modifica les dades a Wikidata |
|        | Cal Gomar               | Artesa de Segre | masia        |                                          | 41° 58′ 32″ N, 1° 08′ 18″ E / 41.9756767236692°N,1.13826595571455°E                             |                                            |                                | Modifica les dades a Wikidata |
|        | Cal Gravat              | Artesa de Segre | masia        |                                          | 41° 58′ 05″ N, 1° 07′ 51″ E / 41.9681358041504°N,1.13089482730889°E                             |                                            |                                | Modifica les dades a Wikidata |
|        | Cal Guillem             | Artesa de Segre | masia        |                                          | 41° 57′ 31″ N, 1° 09′ 03″ E / 41.9585697173164°N,1.15081828801775°E                             |                                            |                                | Modifica les dades a Wikidata |
|        | Cal Guàrdia             | Artesa de Segre | masia        |                                          | 41° 56′ 31″ N, 1° 07′ 57″ E / 41.94202778°N,1.13246667°E 577 msnm                               |                                            |                                | Modifica les dades a Wikidata |
|        | Cal Jaumetó             | Artesa de Segre | masia        |                                          | 41° 58′ 44″ N, 0° 58′ 23″ E / 41.9789483667649°N,0.973089203128427°E                            |                                            |                                | Modifica les dades a Wikidata |
|        | Cal Josepó              | Artesa de Segre | masia        |                                          | 41° 57′ 00″ N, 1° 06′ 58″ E / 41.9498747655496°N,1.11623928018749°E                             |                                            |                                | Modifica les dades a Wikidata |
|        | Cal Jou                 | Artesa de Segre | masia        |                                          | 41° 52′ 11″ N, 1° 05′ 38″ E / 41.8696121209041°N,1.09394524726296°E                             |                                            |                                | Modifica les dades a Wikidata |
|        | Cal Llinars             | Artesa de Segre | masia        |                                          | 41° 57′ 17″ N, 1° 05′ 39″ E / 41.9546070519209°N,1.09411665317976°E                             |                                            |                                | Modifica les dades a Wikidata |
|        | Cal Madrina             | Artesa de Segre | masia        |                                          | 41° 57′ 45″ N, 1° 08′ 10″ E / 41.9624207501863°N,1.1361179680744°E                              |                                            |                                | Modifica les dades a Wikidata |
|        | Cal Malús               | Artesa de Segre | masia        |                                          | 41° 56′ 51″ N, 1° 05′ 42″ E / 41.947467851826°N,1.0951042601059°E                               |                                            |                                | Modifica les dades a Wikidata |
|        | Cal Masiot              | Artesa de Segre | masia        |                                          | 41° 59′ 29″ N, 1° 07′ 06″ E / 41.9913194554759°N,1.11832518918743°E                             |                                            |                                | Modifica les dades a Wikidata |
|        | Cal Maçana              | Artesa de Segre | masia        |                                          | 41° 57′ 29″ N, 1° 05′ 39″ E / 41.9580131155826°N,1.09422025568408°E                             |                                            |                                | Modifica les dades a Wikidata |
|        | Cal Mingo               | Artesa de Segre | masia        |                                          | 41° 58′ 18″ N, 1° 06′ 22″ E / 41.9716207919208°N,1.10614869667982°E                             |                                            |                                | Modifica les dades a Wikidata |
|        | Cal Moliner             | Artesa de Segre | masia        |                                          | 41° 58′ 35″ N, 0° 58′ 40″ E / 41.9764545072328°N,0.977730574218574°E                            |                                            |                                | Modifica les dades a Wikidata |
|        | Cal Peralba             | Artesa de Segre | masia        |                                          | 41° 52′ 13″ N, 1° 04′ 56″ E / 41.8703345554685°N,1.08216341892629°E                             |                                            |                                | Modifica les dades a Wikidata |
|        | Cal Plens               | Artesa de Segre | masia        |                                          | 41° 54′ 07″ N, 1° 03′ 54″ E / 41.901935483704°N,1.0651147159343°E                               |                                            |                                | Modifica les dades a Wikidata |
|        | Cal Puitarró            | Artesa de Segre | masia        |                                          | 41° 58′ 39″ N, 1° 06′ 52″ E / 41.9775841997048°N,1.11443287780691°E                             |                                            |                                | Modifica les dades a Wikidata |
|        | Cal Pujol               | Artesa de Segre | masia        |                                          | 42° 00′ 05″ N, 1° 06′ 07″ E / 42.0013235580626°N,1.10181461387605°E                             |                                            |                                | Modifica les dades a Wikidata |
|        | Cal Ramoneda            | Artesa de Segre | masia        |                                          | 41° 56′ 29″ N, 1° 06′ 26″ E / 41.9414242972135°N,1.10732026373702°E                             |                                            |                                | Modifica les dades a Wikidata |
|        | Cal Raïcs               | Artesa de Segre | masia        |                                          | 41° 57′ 51″ N, 1° 07′ 41″ E / 41.9642980319028°N,1.12806262067139°E                             |                                            |                                | Modifica les dades a Wikidata |
|        | Cal Reguera             | Artesa de Segre | masia        |                                          | 41° 57′ 44″ N, 1° 00′ 41″ E / 41.962259030875°N,1.0114031466841°E                               |                                            |                                | Modifica les dades a Wikidata |
|        | Cal Rei                 | Artesa de Segre | masia        |                                          | 41° 59′ 21″ N, 1° 07′ 19″ E / 41.9890302631686°N,1.12207457800323°E                             |                                            |                                | Modifica les dades a Wikidata |
|        | Cal Reig                | Artesa de Segre | masia        |                                          | 41° 59′ 04″ N, 1° 07′ 50″ E / 41.9845141946112°N,1.13065711775676°E                             |                                            |                                | Modifica les dades a Wikidata |
|        | Cal Revellit            | Artesa de Segre | masia        |                                          | 41° 57′ 59″ N, 0° 59′ 43″ E / 41.9663687654154°N,0.995245986924353°E                            |                                            |                                | Modifica les dades a Wikidata |
|        | Cal Ribera              | Artesa de Segre | masia        |                                          | 42° 02′ 21″ N, 1° 05′ 43″ E / 42.0390427414512°N,1.09538833921694°E                             |                                            |                                | Modifica les dades a Wikidata |
|        | Cal Ros                 | Artesa de Segre | masia        |                                          | 41° 58′ 50″ N, 0° 58′ 11″ E / 41.980512258559°N,0.969853045681479°E                             |                                            |                                | Modifica les dades a Wikidata |
|        | Cal Sagal               | Artesa de Segre | masia        |                                          | 41° 58′ 18″ N, 0° 59′ 13″ E / 41.97173971261°N,0.98697119810814°E                               |                                            |                                | Modifica les dades a Wikidata |
|        | Cal Santacreu           | Artesa de Segre | masia        |                                          | 42° 00′ 28″ N, 1° 08′ 25″ E / 42.0078720865423°N,1.14038231681845°E                             |                                            |                                | Modifica les dades a Wikidata |
|        | Cal Sastre              | Artesa de Segre | masia        |                                          | 41° 52′ 05″ N, 1° 05′ 12″ E / 41.8680780332886°N,1.08672521074637°E                             |                                            |                                | Modifica les dades a Wikidata |
|        | Cal Simon               | Artesa de Segre | masia        |                                          | 41° 57′ 23″ N, 0° 59′ 35″ E / 41.9563250123823°N,0.993075384978699°E                            |                                            |                                | Modifica les dades a Wikidata |
|        | Cal Teixidoret          | Artesa de Segre | masia        |                                          | 41° 57′ 57″ N, 1° 07′ 24″ E / 41.9658979279526°N,1.12345422170854°E                             |                                            |                                | Modifica les dades a Wikidata |
|        | Cal Ton                 | Artesa de Segre | masia        |                                          | 41° 57′ 31″ N, 1° 06′ 44″ E / 41.958725769486°N,1.11227420852316°E                              |                                            |                                | Modifica les dades a Wikidata |
|        | Cal Tonatxo             | Artesa de Segre | masia        |                                          | 41° 55′ 02″ N, 1° 05′ 00″ E / 41.9173039070702°N,1.08333778228726°E                             |                                            |                                | Modifica les dades a Wikidata |
|        | Cal Torres              | Artesa de Segre | masia        |                                          | 42° 02′ 15″ N, 1° 05′ 50″ E / 42.037564043508°N,1.0972473535367°E                               |                                            |                                | Modifica les dades a Wikidata |
|        | Cal Torrillo            | Artesa de Segre | masia        |                                          | 41° 50′ 11″ N, 1° 04′ 45″ E / 41.836425467785°N,1.0791329919667°E                               |                                            |                                | Modifica les dades a Wikidata |
|        | Cal Xapa                | Artesa de Segre | masia        |                                          | 42° 01′ 36″ N, 1° 07′ 50″ E / 42.0267887633632°N,1.13063872530677°E                             |                                            |                                | Modifica les dades a Wikidata |
|        | Cal Xollat              | Artesa de Segre | masia        |                                          | 41° 57′ 46″ N, 1° 05′ 21″ E / 41.9627298188075°N,1.08919253524999°E                             |                                            |                                | Modifica les dades a Wikidata |
|        | Casa Blanca             | Artesa de Segre | masia        |                                          | 41° 57′ 21″ N, 0° 59′ 35″ E / 41.955879°N,0.993074°E 648 msnm                                   |                                            |                                | Modifica les dades a Wikidata |
|        | Casa Gran de Folquer    | Artesa de Segre | masia        |                                          | 42° 00′ 16″ N, 1° 07′ 13″ E / 42.0043836402771°N,1.1202947553033°E                              |                                            |                                | Modifica les dades a Wikidata |
|        | Casa Pedrol             | Artesa de Segre | masia        | Estil: arquitectura popular              | 41° 56′ 29″ N, 1° 04′ 58″ E / 41.941468°N,1.082846°E                                            | bé integrant del patrimoni cultural català | Cal Pedrol                     | Modifica les dades a Wikidata |
|        | Casa de Sant Joan       | Artesa de Segre | masia        |                                          | 41° 57′ 25″ N, 1° 08′ 02″ E / 41.9568745167417°N,1.13399918700501°E                             |                                            |                                | Modifica les dades a Wikidata |
|        | Casa dels Colls         | Artesa de Segre | masia        |                                          | 41° 59′ 20″ N, 1° 08′ 40″ E / 41.9888967124525°N,1.1443150228546°E                              |                                            |                                | Modifica les dades a Wikidata |
|        | Casó de Canyelles       | Artesa de Segre | masia        |                                          | 41° 56′ 51″ N, 1° 08′ 53″ E / 41.947435973699°N,1.148186742866°E                                |                                            |                                | Modifica les dades a Wikidata |
|        | Clarà                   | Artesa de Segre | masia        |                                          | 41° 59′ 01″ N, 1° 09′ 16″ E / 41.98356030427°N,1.1543824632891°E                                |                                            |                                | Modifica les dades a Wikidata |
|        | Colomers                | Artesa de Segre | masia        |                                          | 41° 59′ 11″ N, 1° 08′ 52″ E / 41.9863413072054°N,1.1478054854515°E                              |                                            |                                | Modifica les dades a Wikidata |
|        | Hostal de Baix          | Artesa de Segre | masia        |                                          | 42° 00′ 49″ N, 1° 06′ 49″ E / 42.013620726873°N,1.11351341025511°E                              |                                            |                                | Modifica les dades a Wikidata |
|        | Hostal de Dalt          | Artesa de Segre | masia        |                                          | 42° 00′ 53″ N, 1° 06′ 49″ E / 42.0146692959759°N,1.11374810226313°E                             |                                            |                                | Modifica les dades a Wikidata |
|        | Janot                   | Artesa de Segre | masia        |                                          | 41° 57′ 46″ N, 1° 06′ 07″ E / 41.962890593401°N,1.1018849068261°E                               |                                            |                                | Modifica les dades a Wikidata |
|        | Llargués                | Artesa de Segre | masia        |                                          | 41° 58′ 31″ N, 1° 09′ 58″ E / 41.9752621744561°N,1.16621864395512°E                             |                                            |                                | Modifica les dades a Wikidata |
|        | Lo Fuster de l'Oliva    | Montmagastre    | masia        | Estil: arquitectura popular 16th century | 41° 57′ 30″ N, 1° 09′ 08″ E / 41.958436°N,1.152279°E 481 msnm                                   | bé integrant del patrimoni cultural català | Lo Fuster de l'Oliva           | Modifica les dades a Wikidata |
|        | Mas d'en Ros            | Artesa de Segre | masia        |                                          | 41° 53′ 19″ N, 1° 07′ 41″ E / 41.888571437222°N,1.1281931257216°E                               |                                            |                                | Modifica les dades a Wikidata |
|        | Mas de Mua              | Artesa de Segre | masia        |                                          | 41° 59′ 39″ N, 1° 08′ 18″ E / 41.99406389°N,1.13840556°E                                        |                                            |                                | Modifica les dades a Wikidata |
|        | Mas de n'Escales        | Artesa de Segre | masia        |                                          | 41° 57′ 12″ N, 1° 06′ 56″ E / 41.953207309534°N,1.1154439141165°E                               |                                            |                                | Modifica les dades a Wikidata |
|        | Masia Llinàs            | Artesa de Segre | masia        | Estil: arquitectura popular              | 41° 57′ 16″ N, 1° 05′ 38″ E / 41.954433°N,1.094004°E                                            | bé integrant del patrimoni cultural català | Can Llinàs de Montmagastre     | Modifica les dades a Wikidata |
|        | Masia Paneres           | Artesa de Segre | masia        |                                          | 41° 57′ 43″ N, 0° 59′ 15″ E / 41.9619354593085°N,0.987396835467169°E                            |                                            |                                | Modifica les dades a Wikidata |
|        | Masia Solanes           | Artesa de Segre | masia        |                                          | 41° 54′ 46″ N, 1° 05′ 45″ E / 41.9128269755154°N,1.09573430005087°E                             |                                            |                                | Modifica les dades a Wikidata |
|        | Masia Taquel            | Artesa de Segre | masia        |                                          | 41° 54′ 16″ N, 1° 03′ 41″ E / 41.904574967219°N,1.0614182361059°E                               |                                            |                                | Modifica les dades a Wikidata |
|        | Masia de Tancalaporta   | Artesa de Segre | masia        |                                          | 41° 51′ 06″ N, 1° 07′ 17″ E / 41.8517979545052°N,1.12128896377958°E                             |                                            |                                | Modifica les dades a Wikidata |
|        | Masia de la Collada     | Artesa de Segre | masia        |                                          | 41° 57′ 04″ N, 0° 59′ 30″ E / 41.9512292810994°N,0.991630694246673°E                            |                                            |                                | Modifica les dades a Wikidata |
|        | Masia de les Pletes     | Artesa de Segre | masia        |                                          | 41° 59′ 12″ N, 1° 06′ 45″ E / 41.9865392414948°N,1.11241819603552°E                             |                                            |                                | Modifica les dades a Wikidata |
|        | Masia del Cosme         | Artesa de Segre | masia        |                                          | 41° 50′ 22″ N, 1° 05′ 11″ E / 41.8393172175381°N,1.08651056845782°E                             |                                            |                                | Modifica les dades a Wikidata |
|        | Nescales                | Artesa de Segre | masia        |                                          | 41° 57′ 14″ N, 1° 07′ 17″ E / 41.9539049501739°N,1.12145344111386°E                             |                                            |                                | Modifica les dades a Wikidata |
|        | Vilada                  | Artesa de Segre | masia        |                                          | 42° 00′ 49″ N, 1° 09′ 13″ E / 42.0136320764396°N,1.15352293213606°E                             |                                            |                                | Modifica les dades a Wikidata |
|        | cal Cardenal            | Artesa de Segre | masia        |                                          | 41° 52′ 47″ N, 1° 05′ 51″ E / 41.8797°N,1.09755°E 380 msnm                                      |                                            |                                | Modifica les dades a Wikidata |
|        | la Barrancada           | Artesa de Segre | masia        |                                          | 42° 02′ 43″ N, 1° 05′ 48″ E / 42.0451800899805°N,1.09672737976716°E                             |                                            |                                | Modifica les dades a Wikidata |
|        | la Colomina             | Artesa de Segre | masia        |                                          | 42° 00′ 17″ N, 1° 07′ 45″ E / 42.004844063702°N,1.12918043912626°E                              |                                            |                                | Modifica les dades a Wikidata |
|        | la Masia Nova de Pedrós | Artesa de Segre | masia        |                                          | 41° 52′ 04″ N, 1° 07′ 39″ E / 41.867847297006°N,1.1275931074699°E                               |                                            |                                | Modifica les dades a Wikidata |
|        | la Peixera              | Artesa de Segre | masia        |                                          | 41° 55′ 24″ N, 1° 07′ 05″ E / 41.9234359960245°N,1.11810279831654°E                             |                                            |                                | Modifica les dades a Wikidata |
|        | la Siscosa              | Artesa de Segre | masia        |                                          | 41° 52′ 43″ N, 1° 04′ 01″ E / 41.878551584513°N,1.0670256266535°E                               |                                            |                                | Modifica les dades a Wikidata |
|        | lo Riard                | Artesa de Segre | masia        |                                          | 41° 58′ 07″ N, 1° 06′ 25″ E / 41.9686239470552°N,1.10682883116681°E                             |                                            |                                | Modifica les dades a Wikidata |

## muntanya
| imatge | Nom                        | Ubicat a                                                | instància de | Detalls | coordenades                                                            | Protecció | Commons (més fotos)               | Dades a WD                    |
| ------ | -------------------------- | ------------------------------------------------------- | ------------ | ------- | ---------------------------------------------------------------------- | --------- | --------------------------------- | ----------------------------- |
|        | Lo Castellot               | Artesa de Segre                                         | muntanya     |         | 41° 53′ 31″ N, 1° 03′ 17″ E / 41.89192222°N,1.05473611°E 478 msnm      |           | Lo Castellot (Artesa de Segre)    | Modifica les dades a Wikidata |
|        | Montmagastre               | Montmagastre                                            | muntanya     |         | 41° 58′ 36″ N, 1° 07′ 44″ E / 41.9765577307°N,1.12875357473°E 762 msnm |           | Montmagastre (muntanya)           | Modifica les dades a Wikidata |
|        | Puig Romer                 | Artesa de Segre                                         | muntanya     |         | 41° 53′ 23″ N, 1° 06′ 29″ E / 41.88985278°N,1.10806667°E 472 msnm      |           |                                   | Modifica les dades a Wikidata |
|        | Puig de Grialó             | Artesa de Segre                                         | muntanya     |         | 41° 54′ 06″ N, 1° 06′ 32″ E / 41.9017488183°N,1.10878212966°E 667 msnm |           | Puig de Grialó                    | Modifica les dades a Wikidata |
|        | Puiggròs                   | Artesa de Segre                                         | muntanya     |         | 41° 55′ 54″ N, 1° 04′ 53″ E / 41.931625°N,1.08125278°E 420.5 msnm      |           |                                   | Modifica les dades a Wikidata |
|        | Sant Miquel                | Isona i Conca Dellà la Baronia de Rialb Artesa de Segre | muntanya     |         | 42° 03′ 44″ N, 1° 05′ 53″ E / 42.06222°N,1.097954°E 1190 msnm          |           | Sant Miquel (Isona i Conca Dellà) | Modifica les dades a Wikidata |
|        | Serra de la Senyora        | Artesa de Segre                                         | muntanya     |         | 41° 51′ 04″ N, 1° 05′ 06″ E / 41.8511°N,1.0851°E 492.9 msnm            |           |                                   | Modifica les dades a Wikidata |
|        | Serrat de les Forques      | Artesa de Segre                                         | muntanya     |         | 41° 54′ 11″ N, 1° 05′ 47″ E / 41.9031°N,1.09627°E 576.6 msnm           |           |                                   | Modifica les dades a Wikidata |
|        | Serrat dels Obaguets       | Artesa de Segre                                         | muntanya     |         | 41° 55′ 38″ N, 1° 05′ 52″ E / 41.92727778°N,1.09772222°E 402.2 msnm    |           |                                   | Modifica les dades a Wikidata |
|        | Tossal de les Viudes       | Artesa de Segre                                         | muntanya     |         | 41° 55′ 20″ N, 1° 03′ 43″ E / 41.922125°N,1.06195833°E 402.9 msnm      |           |                                   | Modifica les dades a Wikidata |
|        | Tossal del Conill          | Artesa de Segre                                         | muntanya     |         | 41° 54′ 38″ N, 1° 05′ 06″ E / 41.9105°N,1.08501°E 452.8 msnm           |           |                                   | Modifica les dades a Wikidata |
|        | Tossalet de la Masia Plens | Artesa de Segre                                         | muntanya     |         | 41° 53′ 51″ N, 1° 03′ 53″ E / 41.89739722°N,1.06465833°E 425.9 msnm    |           |                                   | Modifica les dades a Wikidata |

## oratori
| imatge | Nom                  | Ubicat a        | instància de | Detalls | coordenades                                                                  | Protecció | Commons (més fotos) | Dades a WD                    |
| ------ | -------------------- | --------------- | ------------ | ------- | ---------------------------------------------------------------------------- | --------- | ------------------- | ----------------------------- |
|        | pilar de Sant Agustí | Artesa de Segre | oratori      |         | 41° 55′ 18″ N, 1° 03′ 05″ E / 41.9216098332069°N,1.05130027292368°E 415 msnm |           |                     | Modifica les dades a Wikidata |
|        | pilar de Sant Joan   | Artesa de Segre | oratori      |         | 41° 55′ 27″ N, 1° 03′ 35″ E / 41.924136966358°N,1.05959274690852°E           |           |                     | Modifica les dades a Wikidata |

## plaça
| imatge | Nom                        | Ubicat a        | instància de | Detalls                     | coordenades                                          | Protecció                                  | Commons (més fotos)                  | Dades a WD                    |
| ------ | -------------------------- | --------------- | ------------ | --------------------------- | ---------------------------------------------------- | ------------------------------------------ | ------------------------------------ | ----------------------------- |
|        | Plaça Major                | Artesa de Segre | plaça        | Estil: arquitectura popular | 41° 53′ 48″ N, 1° 02′ 55″ E / 41.896544°N,1.048602°E | bé integrant del patrimoni cultural català | Porxos plaça Major (Artesa de Segre) | Modifica les dades a Wikidata |
|        | plaça de l'Església d'Anya | Artesa de Segre | plaça        | Estil: arquitectura popular | 41° 55′ 24″ N, 1° 06′ 23″ E / 41.923423°N,1.106426°E | bé integrant del patrimoni cultural català | Plaça de l'Església d'Anya           | Modifica les dades a Wikidata |

## pont
| imatge | Nom                        | Ubicat a           | instància de | Detalls                                                  | coordenades                                                                | Protecció                                  | Commons (més fotos)      | Dades a WD                    |
| ------ | -------------------------- | ------------------ | ------------ | -------------------------------------------------------- | -------------------------------------------------------------------------- | ------------------------------------------ | ------------------------ | ----------------------------- |
|        | Aqüeducte del Senill       | Artesa de Segre    | pont         |                                                          | 41° 53′ 10″ N, 1° 03′ 51″ E / 41.8862443830507°N,1.06419927862841°E        |                                            |                          | Modifica les dades a Wikidata |
|        | Pont d'Alentorn            | Artesa de Segre    | pont         | Estil: arquitectura popular 19th century Travessa: Segre | 41° 54′ 35″ N, 1° 04′ 07″ E / 41.909766°N,1.068742°E ca:El Pont d'Alentorn | bé integrant del patrimoni cultural català | Pont d'Alentorn          | Modifica les dades a Wikidata |
|        | Pont d'Anya                | Artesa de Segre    | pont         |                                                          | 41° 55′ 29″ N, 1° 05′ 13″ E / 41.9247858939807°N,1.0869849795152°E         |                                            |                          | Modifica les dades a Wikidata |
|        | Pont de Collfred           | Artesa de Segre    | pont         |                                                          | 41° 55′ 07″ N, 1° 06′ 52″ E / 41.9187089143326°N,1.11433472595775°E        |                                            |                          | Modifica les dades a Wikidata |
|        | Pont de Medina             | Artesa de Segre    | pont         |                                                          | 41° 55′ 23″ N, 1° 05′ 30″ E / 41.9230361827012°N,1.09170428053996°E        |                                            |                          | Modifica les dades a Wikidata |
|        | Pont de Montmagastre       | Artesa de Segre    | pont         |                                                          | 41° 57′ 23″ N, 1° 06′ 14″ E / 41.9565079854502°N,1.10394188293948°E        |                                            |                          | Modifica les dades a Wikidata |
|        | Pont de Vernet             | Artesa de Segre    | pont         | Travessa: Segre                                          | 41° 54′ 10″ N, 1° 02′ 30″ E / 41.9027294370776°N,1.04157918488125°E        |                                            |                          | Modifica les dades a Wikidata |
|        | Pont de la Gafarota        | Artesa de Segre    | pont         | Hi passa: C-14                                           | 41° 52′ 52″ N, 1° 06′ 22″ E / 41.881135015089°N,1.10614842660798°E         |                                            |                          | Modifica les dades a Wikidata |
|        | Pont de la Segla           | Artesa de Segre    | pont         |                                                          | 41° 53′ 50″ N, 1° 02′ 56″ E / 41.8971790914591°N,1.04883691779057°E        |                                            |                          | Modifica les dades a Wikidata |
|        | Pont de les Raies          | Artesa de Segre    | pont         |                                                          | 41° 55′ 57″ N, 1° 03′ 09″ E / 41.9323654777688°N,1.05249251486312°E        |                                            |                          | Modifica les dades a Wikidata |
|        | Pont del Canal             | Artesa de Segre    | pont         |                                                          | 41° 55′ 02″ N, 1° 04′ 57″ E / 41.9172374169396°N,1.08259215329614°E        |                                            |                          | Modifica les dades a Wikidata |
|        | Pont del Riu de Montargull | Artesa de Segre    | pont         |                                                          | 41° 58′ 41″ N, 1° 05′ 45″ E / 41.9781698224447°N,1.09590037980499°E        |                                            |                          | Modifica les dades a Wikidata |
|        | Pont medieval d'Alentorn   | el Pont d'Alentorn | pont         | Travessa: Segre                                          | 41° 54′ 32″ N, 1° 03′ 53″ E / 41.908964°N,1.064593°E 309 msnm              | bé integrant del patrimoni cultural català | Pont medieval d'Alentorn | Modifica les dades a Wikidata |

## porta de ciutat
| imatge | Nom                     | Ubicat a        | instància de    | Detalls                                  | coordenades                                                                            | Protecció                                  | Commons (més fotos)            | Dades a WD                    |
| ------ | ----------------------- | --------------- | --------------- | ---------------------------------------- | -------------------------------------------------------------------------------------- | ------------------------------------------ | ------------------------------ | ----------------------------- |
|        | Portal Nou              | Artesa de Segre | porta de ciutat | Estil: arquitectura barroca              | 41° 52′ 15″ N, 1° 05′ 04″ E / 41.87077°N,1.0844°E                                      | bé cultural d'interès local                | Portal Nou (Tudela de Segre)   | Modifica les dades a Wikidata |
|        | Portal Vell de Tudela   | Tudela de Segre | porta de ciutat | Estil: arquitectura popular 14th century | 41° 52′ 14″ N, 1° 05′ 02″ E / 41.870633°N,1.083798°E ca:C. Portal - pl. Major 441 msnm | bé integrant del patrimoni cultural català | Portal Vell de Tudela de Segre | Modifica les dades a Wikidata |
|        | Portal de Vall-llebrera | Artesa de Segre | porta de ciutat | Estil: arquitectura popular              | 41° 56′ 05″ N, 1° 04′ 58″ E / 41.934613°N,1.082797°E                                   | bé cultural d'interès local                | Portal de Vall-llebrera        | Modifica les dades a Wikidata |

## serra
| imatge | Nom                            | Ubicat a                                              | instància de | Detalls      | coordenades | Protecció | Commons (més fotos) | Dades a WD                    |
| ------ | ------------------------------ | ----------------------------------------------------- | ------------ | ------------ | --- | --------- | ------------------- | ----------------------------- |
|        | Serra Mosquera                 | Alòs de Balaguer Artesa de Segre                      | serra        |              | 41° 54′ 54″ N, 0° 59′ 18″ E / 41.91511944°N,0.98828333°E 506.3 msnm                                                                             |           |                     | Modifica les dades a Wikidata |
|        | Serra Pelada (Artesa de Segre) | Artesa de Segre                                       | serra        |              | 41° 58′ 05″ N, 1° 00′ 07″ E / 41.968°N,1.00199°E 877 msnm                                                                                       |           |                     | Modifica les dades a Wikidata |
|        | Serra de Comiols               | Isona i Conca Dellà Gavet de la Conca Artesa de Segre | serra        | Llarg: 2.5km | 42° 01′ 33″ N, 1° 04′ 28″ E / 42.0257°N,1.0744222222222222°E 42° 03′ 13″ N, 1° 05′ 15″ E / 42.05374722222222°N,1.0876083333333333°E 1125.3 msnm |           |                     | Modifica les dades a Wikidata |
|        | Serra de Montclar              | Artesa de Segre Agramunt                              | serra        |              | 41° 51′ 01″ N, 1° 04′ 35″ E / 41.85018722°N,1.07649444°E 493 msnm                                                                               |           | Serra de Montclar   | Modifica les dades a Wikidata |
|        | Serra de Pedrós                | Artesa de Segre Oliola                                | serra        |              | 41° 52′ 12″ N, 1° 07′ 51″ E / 41.87003056°N,1.13077222°E 562 msnm                                                                               |           |                     | Modifica les dades a Wikidata |
|        | Serra del Masvell              | Artesa de Segre Oliola Agramunt                       | serra        |              | 41° 51′ 22″ N, 1° 07′ 44″ E / 41.856146°N,1.1289°E 547 msnm                                                                                     |           |                     | Modifica les dades a Wikidata |
|        | Serrat Ample                   | Artesa de Segre Isona i Conca Dellà                   | serra        |              | 42° 00′ 48″ N, 1° 05′ 15″ E / 42.01327778°N,1.08741944°E 949.4 msnm                                                                             |           |                     | Modifica les dades a Wikidata |
|        | Serres de Seró                 | Artesa de Segre                                       | serra        |              | 41° 51′ 59″ N, 1° 06′ 46″ E / 41.8664°N,1.11267°E 462 msnm                                                                                      |           |                     | Modifica les dades a Wikidata |
|        | les Cabeces                    | Artesa de Segre Vilanova de Meià                      | serra        |              | 41° 57′ 19″ N, 1° 00′ 42″ E / 41.955171°N,1.011608°E 698 msnm                                                                                   |           |                     | Modifica les dades a Wikidata |
|        | muntanya de Sant Ermengol      | Artesa de Segre Vilanova de Meià                      | serra        |              | 41° 56′ 18″ N, 1° 03′ 46″ E / 41.93831389°N,1.06271389°E 627 msnm                                                                               |           |                     | Modifica les dades a Wikidata |
|        | serra de l'Obac                | Artesa de Segre Vilanova de Meià                      | serra        |              | 41° 58′ 14″ N, 1° 00′ 20″ E / 41.9706°N,1.00554°E 785 msnm                                                                                      |           |                     | Modifica les dades a Wikidata |
|        | serra de la Torre de l'Àliga   | Artesa de Segre                                       | serra        |              | 41° 52′ 25″ N, 1° 02′ 52″ E / 41.87348056°N,1.04779167°E 439.9 msnm                                                                             |           |                     | Modifica les dades a Wikidata |
|        | serra del Bosc de Mua          | Artesa de Segre                                       | serra        |              | 41° 59′ 40″ N, 1° 08′ 08″ E / 41.9944°N,1.13568°E 708.9 msnm                                                                                    |           |                     | Modifica les dades a Wikidata |
|        | serra del Magí                 | Artesa de Segre                                       | serra        |              | 41° 58′ 41″ N, 1° 06′ 01″ E / 41.977975°N,1.10035806°E 621.5 msnm                                                                               |           |                     | Modifica les dades a Wikidata |
|        | serra dels Llaners             | Artesa de Segre                                       | serra        |              | 41° 56′ 53″ N, 1° 00′ 10″ E / 41.948°N,1.00269°E 789.6 msnm                                                                                     |           |                     | Modifica les dades a Wikidata |
|        | serrat Alt                     | Artesa de Segre                                       | serra        |              | 42° 01′ 45″ N, 1° 07′ 14″ E / 42.02913889°N,1.12056944°E 915.8 msnm                                                                             |           |                     | Modifica les dades a Wikidata |
|        | serrat de Sant Miquel          | Artesa de Segre                                       | serra        |              | 42° 01′ 55″ N, 1° 05′ 52″ E / 42.03194444°N,1.09780278°E 1029.7 msnm                                                                            |           |                     | Modifica les dades a Wikidata |
|        | serrat de la Feriola           | Artesa de Segre Vilanova de Meià                      | serra        |              | 41° 58′ 40″ N, 0° 57′ 30″ E / 41.9777°N,0.958244°E 1250 msnm                                                                                    |           |                     | Modifica les dades a Wikidata |
|        | serrat de la Mola d'Esto       | Artesa de Segre la Baronia de Rialb                   | serra        |              | 42° 02′ 55″ N, 1° 06′ 30″ E / 42.04861111°N,1.10823333°E 1091.5 msnm                                                                            |           |                     | Modifica les dades a Wikidata |
|        | serrat dels Colletons          | Artesa de Segre                                       | serra        |              | 41° 57′ 49″ N, 0° 58′ 40″ E / 41.9636°N,0.977883°E 1212.3 msnm                                                                                  |           |                     | Modifica les dades a Wikidata |
|        | serres de Tudela               | Artesa de Segre                                       | serra        |              | 41° 51′ 27″ N, 1° 05′ 53″ E / 41.8575°N,1.09812°E 483 msnm                                                                                      |           |                     | Modifica les dades a Wikidata |

## serralada
| imatge | Nom                    | Ubicat a | instància de | Detalls     | coordenades                                                        | Protecció | Commons (més fotos)    | Dades a WD                    |
| ------ | ---------------------- | --- | ------------ | ----------- | ------------------------------------------------------------------ | --------- | ---------------------- | ----------------------------- |
|        | Muntanya de Sant Mamet | Vilanova de Meià Camarasa Alòs de Balaguer Artesa de Segre                                                                                             | serralada    |             | 41° 58′ 10″ N, 0° 56′ 42″ E / 41.969314°N,0.945116°E 1390.5 msnm   |           | Muntanya de Sant Mamet | Modifica les dades a Wikidata |
|        | serra del Montsec      | Vilanova de Meià Artesa de Segre Àger Camarasa Gavet de la Conca Isona i Conca Dellà Llimiana Castell de Mur Sant Esteve de la Sarga Viacamp i Lliterà | serralada    | Llarg: 45km | 42° 02′ 39″ N, 0° 45′ 59″ E / 42.04416667°N,0.76638889°E 1676 msnm |           | Montsec                | Modifica les dades a Wikidata |

## sitja
| imatge | Nom                        | Ubicat a        | instància de | Detalls                                | coordenades                                                             | Protecció | Commons (més fotos) | Dades a WD                    |
| ------ | -------------------------- | --------------- | ------------ | -------------------------------------- | ----------------------------------------------------------------------- | --------- | ------------------- | ----------------------------- |
|        | sitja d'Artesa de Segre    | Artesa de Segre | sitja        | Estil: Tipo D 1965 Superfície: 410m²   | 41° 53′ 44″ N, 1° 02′ 36″ E / 41.895583333333335°N,1.0434166666666669°E |           |                     | Modifica les dades a Wikidata |
|        | sitja d'Artesa de Segre II | Artesa de Segre | sitja        | Estil: tipus MR 1966 Superfície: 180m² |                                                                         |           |                     | Modifica les dades a Wikidata |

## vèrtex geodèsic
| imatge | Nom          | Ubicat a        | instància de    | Detalls   | coordenades                                                       | Protecció | Commons (més fotos) | Dades a WD                    |
| ------ | ------------ | --------------- | --------------- | --------- | ----------------------------------------------------------------- | --------- | ------------------- | ----------------------------- |
|        | Grialo       | Artesa de Segre | vèrtex geodèsic | Alt: 1.2m | 41° 54′ 06″ N, 1° 06′ 32″ E / 41.901747°N,1.108794°E 667.962 msnm |           |                     | Modifica les dades a Wikidata |
|        | Montmagestre | Artesa de Segre | vèrtex geodèsic | Alt: 1.2m | 41° 58′ 36″ N, 1° 07′ 43″ E / 41.976532°N,1.128745°E 762.948 msnm |           |                     | Modifica les dades a Wikidata |

## Misc
| imatge | Nom                             | Ubicat a                                                            | instància de                 | Detalls                                            | coordenades | Protecció                                  | Commons (més fotos)             | Dades a WD                    |
| ------ | ------------------------------- | ------------------------------------------------------------------- | ---------------------------- | -------------------------------------------------- | --- | ------------------------------------------ | ------------------------------- | ----------------------------- |
|        | Ajuntament d'Artesa de Segre    | Artesa de Segre                                                     | casa consistorial            | Estil: arquitectura popular arquitectura eclèctica | 41° 53′ 43″ N, 1° 02′ 44″ E / 41.8954°N,1.04544°E                                                                                  | bé integrant del patrimoni cultural català | Ajuntament d'Artesa de Segre    | Modifica les dades a Wikidata |
|        | C-1412b                         | Ponts la Baronia de Rialb Artesa de Segre Isona i Conca Dellà Tremp | carretera                    |                                                    | 41° 55′ 20″ N, 1° 11′ 33″ E / 41.9223°N,1.19262°E                                                                                  |                                            |                                 | Modifica les dades a Wikidata |
|        | Casa forta de la Santa Creu     | Artesa de Segre                                                     | casa forta                   | Estil: arquitectura popular                        | 42° 00′ 25″ N, 1° 08′ 32″ E / 42.00688°N,1.14229°E                                                                                 | bé integrant del patrimoni cultural català | Casa forta de la Santa Creu     | Modifica les dades a Wikidata |
|        | Coll de Comiols                 | Isona i Conca Dellà Artesa de Segre                                 | collada                      |                                                    | 42° 03′ 18″ N, 1° 05′ 23″ E / 42.05505556°N,1.08980556°E 1101 msnm                                                                 |                                            | Coll de Comiols                 | Modifica les dades a Wikidata |
|        | Polígon industrial El Pla       | Artesa de Segre                                                     | polígon industrial           |                                                    | 41° 52′ 58″ N, 1° 03′ 21″ E / 41.8826884168094°N,1.05576189247044°E                                                                |                                            |                                 | Modifica les dades a Wikidata |
|        | Segre                           | Catalunya Pirineus Orientals                                        | riu curs d'aigua riu aurífer | Desemboca: Ebre Llarg: 265km Conca: 22400km²       | 42° 24′ 09″ N, 2° 06′ 30″ E / 42.4025°N,2.1084°E 41° 21′ 48″ N, 0° 18′ 16″ E / 41.3633°N,0.3044°E                                  |                                            | Segre River                     | Modifica les dades a Wikidata |
|        | Voltes i arcs de pas d'Alentorn | Alentorn                                                            | passatge                     | Estil: arquitectura popular 13rd century           | 41° 55′ 33″ N, 1° 03′ 44″ E / 41.92591°N,1.06224°E 394 msnm                                                                        | bé integrant del patrimoni cultural català | Voltes i arcs de pas d'Alentorn | Modifica les dades a Wikidata |
|        | canal d'Urgell                  | Noguera Urgell Pla d'Urgell Garrigues Segrià                        | canal de reg                 | Desemboca: Segre Llarg: 144.2km                    | 41° 55′ 47″ N, 1° 09′ 50″ E / 41.92977111111111°N,1.16391°E 41° 34′ 27″ N, 0° 34′ 37″ E / 41.57407111111111°N,0.5769580555555556°E |                                            | Canal d'Urgell                  | Modifica les dades a Wikidata |
|        | cova de l'Espluga               | Artesa de Segre                                                     | cova                         |                                                    | 42° 02′ 06″ N, 1° 06′ 02″ E / 42.0349606532024°N,1.10068078131059°E                                                                |                                            |                                 | Modifica les dades a Wikidata |
|        | el Boix                         | Vilanova de Meià Artesa de Segre Gavet de la Conca                  | curs d'aigua riu             | Desemboca: Segre Llarg: 23km                       | 42° 01′ 22″ N, 0° 59′ 30″ E / 42.02279°N,0.9915530555555556°E 41° 54′ 28″ N, 1° 00′ 40″ E / 41.90776°N,1.0109769444444443°E        |                                            | Riu Boix                        | Modifica les dades a Wikidata |
|        | la Font de l'Àlbir              | Artesa de Segre                                                     | edifici històric             |                                                    | 42° 00′ 16″ N, 1° 07′ 37″ E / 42.0044565687664°N,1.12695794169093°E                                                                |                                            |                                 | Modifica les dades a Wikidata |
|        | lo Monument del Batlle          | Artesa de Segre                                                     | monument                     |                                                    | 42° 02′ 44″ N, 1° 05′ 53″ E / 42.045679004717°N,1.09802949455865°E                                                                 |                                            |                                 | Modifica les dades a Wikidata |